# Эренфест, Пауль
Па́уль Э́ренфест (нем. Paul Ehrenfest; 18 января 1880, Вена — 25 сентября 1933, Амстердам) — австрийский и нидерландский физик-теоретик. Член Нидерландской королевской академии наук, член-корреспондент Академии наук СССР (1924), иностранный член Датской академии наук (1933).
Создатель крупной научной школы. Будучи учеником Людвига Больцмана, Эренфест активно развивал и применял методы статистической механики, среди его достижений — прояснение взглядов его учителя, данное в известной энциклопедической статье, постановка проблемы эргодичности и первая классификация фазовых переходов. Основные результаты в области квантовой физики включают первое строгое доказательство необходимости дискретности для получения планковского закона теплового излучения, формулировку адиабатической гипотезы, которая была одним из основных конструктивных принципов квантовой теории до создания современной квантовой механики, и теорему Эренфеста, устанавливающую связь квантовой механики с классической.
Ряд работ учёного посвящён проблемам квантовой статистики (теорема Эренфеста — Оппенгеймера и другие результаты), теории относительности (парадокс Эренфеста, эффект Толмена — Эренфеста), анализу роли размерности пространства в физике.

## Биография

### Происхождение и образование (1880—1907)
Пауль Эренфест родился 18 января 1880 года в Вене в еврейской семье из Лоштице в Моравии, его родителями были Зигмунд Соломон Эренфест (Sigmund Salomon Ehrenfest, 1838—1896) и Йоханна Еллинек (Johanna Jellinek, 1844—1892). Всего у них было пять сыновей: Артур (1862), Эмиль (1865), Гуго (1870), Отто (1872) и Пауль, самый младший из них. Отец семейства владел бакалейной лавкой в венском районе Фаворитен, эта работа позволяла жить в достатке и дать хорошее образование детям. Пауль был болезненным, впечатлительным и мечтательным мальчиком, но вместе с тем он рано проявил склонность рассуждать логически и выявлять непоследовательность в услышанном или прочитанном (например, в сказках или Библии). Большое влияние на будущего учёного оказал брат Артур (1862—1931), который был талантливым инженером. Именно Артур познакомил младшего брата с основами естественных наук (такими как закон сохранения энергии) и соорудил дома ряд технических устройств (телефон, электрический звонок, камера-обскура), которые произвели на маленького Пауля большое впечатление. Знакомство с физикой и математикой юноша продолжил в гимназии (сначала Akademisches Gymnasium, позже Franz Josef Gymnasium), чему способствовала встреча с Густавом Герглотцем (англ. Gustav Herglotz), который впоследствии тоже стал исследователем; определённое влияние на выбор профессии оказал и учитель физики С. Валлентин. Однако в целом учёба в гимназии стала для Пауля тяжёлым испытанием, оказавшим влияние на формирование его характера и на всю его последующую жизнь. По этому поводу Альберт Эйнштейн, близкий друг Эренфеста на протяжении многих лет, писал: «Мне кажется, что тенденция чрезмерно критиковать самого себя связана с впечатлениями детства. Умственное унижение и угнетение со стороны невежественных эгоистичных учителей производит в юной душе опустошения, которые нельзя загладить и которые оказывают роковые влияния в зрелом возрасте. О силе такого впечатления у Эренфеста можно судить по тому, что он отказался доверить какой-нибудь школе своих нежно любимых детей».
К трудностям гимназической жизни добавлялось столкновение с антисемитизмом, распространённым в Вене в те годы, а также семейные несчастья. В 1892 году от рака груди умерла его мать, а в 1896 году скончался отец, страдавший язвой желудка. Всё это влияло на характер и поведение Пауля и приводило к снижению его успеваемости в школе, утешение он находил в изучении наук. В 1899 году юноша поступил в Высшую техническую школу в Вене и одновременно стал посещать занятия на философском факультете Венского университета, где в то время преподавались физика и математика. Позже, в 1901 году, он полностью перешёл в университет, слушал лекции Людвига Больцмана, Фрица Хазенёрля и Стефана Мейера (англ. Stefan Meyer) по физике и Эрнста Маха по философии и истории механики. Именно Больцман оказал наибольшее влияние на становление Эренфеста как учёного; этому способствовало не только значение работ венского профессора, но и сходство характеров и интересов этих двух людей (например, любовь к искусству). В октябре 1901 года, после отъезда Больцмана из Вены, Эренфест принял решение продолжить обучение в другом месте и переехал в немецкий Гёттинген. В местном университете он посещал лекции и семинары математиков Давида Гильберта, Феликса Клейна, Эрнста Цермело и физиков Макса Абрагама, Иоганнеса Штарка, Вальтера Нернста и Карла Шварцшильда. Здесь же Эренфест познакомился с Вальтером Ритцем, ставшим ему близким другом, и с Татьяной Алексеевной Афанасьевой, преподавательницей математики на петербургских Высших женских курсах, проходившей в Гёттингене стажировку. Живой и остроумный Эренфест стал постоянным участником вечеров у Афанасьевых, где собиралась гёттингенская молодёжь; вскоре между молодыми людьми возникло взаимное чувство. К 1903 году Больцман вернулся в Вену, так что Эренфест тоже переехал в родной город, чтобы завершить своё образование. В том же году вышла его первая печатная работа, а в июне 1904 года он успешно защитил докторскую диссертацию «Движение твёрдых тел в жидкостях и механика Герца» (нем. Die Bewegung starrer Körper in Flüssigkeiten und die Mechanik von Hertz). Тема была предложена на одном из больцмановских семинаров, впоследствии Эренфест к ней не возвращался.
В конце 1904 года Пауль и Татьяна решили пожениться. Поскольку в Австрии в то время браки между христианами и нехристианами не разрешались, молодожёны решили покинуть свои конфессии и стать людьми, не придерживающимися никакого вероисповедания. Такие люди могли вступать в брак между собой, и 21 декабря 1904 года Пауль и Татьяна оформили свои отношения в Венском муниципалитете. Следующие два с половиной года пара жила в Гёттингене и Вене.

### Санкт-Петербург (1907—1912)

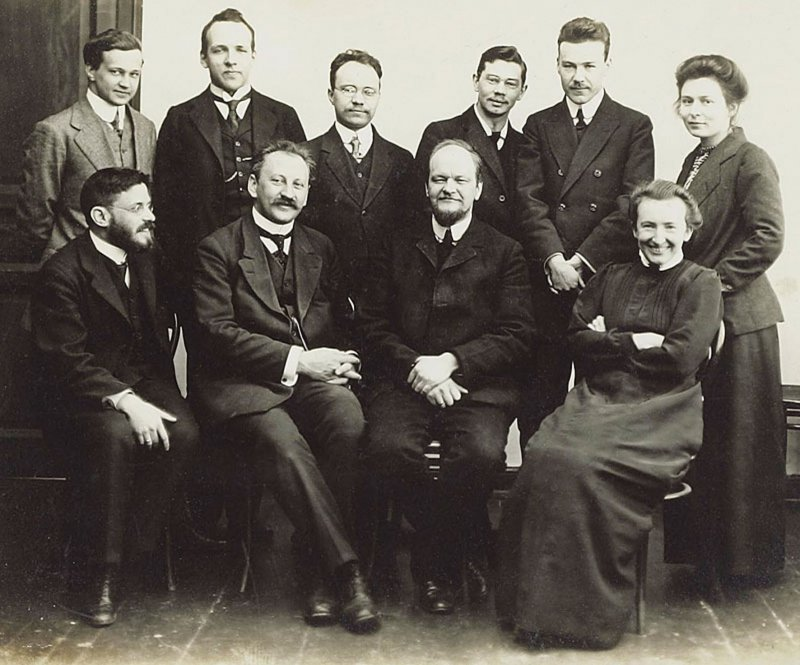
Участники петербургского кружка физиков. Сидят (слева направо): П. Эренфест, А. Иоффе, Д. Рождественский, Т. Афанасьева-Эренфест. Стоят (слева направо): В. Чулановский, Г. Вейхардт, Л. Исаков, Г. Перлиц, В. Бурсиан, Я. Шмидт

Осенью 1907 года Эренфесты приехали в Санкт-Петербург. Побудительными мотивами для этого, вероятно, были глубокий интерес Пауля к России, где его жена уже давно не была, желание вырастить свою незадолго до этого родившуюся дочку Таню (1905—1984) в русскоязычной атмосфере, а также надежда на более лёгкое трудоустройство. Семья обосновалась сначала в доме на 2-й линии Васильевского острова, а затем — на Лопухинской улице. Вскоре здесь стала собираться талантливая молодёжь, интересовавшаяся физикой и привлечённая сюда одним из первых в стране чистых теоретиков. Павел Сигизмундович, как называли Эренфеста в России, близко сошёлся с Абрамом Иоффе, с которым познакомился ещё в Германии, и Степаном Тимошенко, работавшим в Электротехническом институте, посетил находившуюся недалеко от дома лабораторию Ивана Павлова. В своей квартире Эренфест организовал семинар, который стал местом регулярных встреч для молодых петербургских учёных: его завсегдатаями были физики Карл Баумгарт, Леонид Исаков, Дмитрий Рождественский, математики Александр Фридман, Яков Тамаркин, Сергей Бернштейн, студентами сюда приходили Юрий Крутков, Виктор Бурсиан, Владимир Чулановский, Виталий Хлопин и другие. Эти собрания были не только хорошей школой для научной молодёжи, ранее разобщённой, но и способствовали становлению Эренфеста как лектора и научного руководителя. Летом семья, увеличившаяся после рождения дочери Гали (1910—1979), снимала дачу на эстонском берегу Балтийского моря близ Гунгербурга.
Известность молодого австрийца в среде русских физиков возросла после XII съезда русских естествоиспытателей и врачей (декабрь 1909 года), где он с успехом прочитал доклад о теории относительности; из множества встреч наибольшее впечатление на него оказало знакомство с Петром Лебедевым. К тому времени Эренфест вступил в борьбу с «математическим произволом» при сдаче магистерских экзаменов: испытание по математике было столь сложным, что практически никто из петербургских физиков (даже вполне сложившихся) на протяжении многих лет не мог получить искомую степень. Павел Сигизмундович бросил вызов этой порочной практике и 5 марта и 9 апреля 1910 года блестяще сдал (по частям) экзамен по математике, попутно добившись некоторого ограничения экзаменационных требований. Однако это не помогло ему получить постоянное место преподавателя: за все пять лет в России он прочитал лишь один временный курс на два семестра в Политехническом институте. Его влияние, таким образом, ограничивалось организацией семинара, но этого оказалось достаточно, чтобы, по словам Торичана Кравца, «объединить русских петербургских физиков и чтобы зажечь в них интерес, слабо представленный тогда к теоретической физике». Ещё одной сферой деятельности Эренфеста было участие в работе Русского физико-химического общества, членом которого он состоял практически с момента своего приезда, а в 1909 году стал сотрудником редакции журнала, издававшегося обществом. Основным научным итогом проведённых в Петербурге лет стала серия работ, посвящённых основам статистической механики. Этот цикл завершался фундаментальной статьёй «Принципиальные основы статистического подхода в механике» (нем. Begriffliche Grundlagen der statistischen Auffassung in der Mechanik, 1911), написанной Эренфестом совместно с супругой по предложению Феликса Клейна, редактора престижной «Энциклопедии математических наук». Эта работа, которую первоначально должен был написать сам Больцман, была положительно воспринята научным сообществом и принесла Эренфесту определённую известность и, что не менее важно, уверенность в себе.

### Лейден (1912—1933)

#### Поиски работы и приглашение в Лейден
Поскольку надежда на получение постоянного места работы в России не оправдалась, Эренфест начал поиски работы за границей, где его имя было уже достаточно хорошо известно. В начале 1912 года он совершил поездку по Европе, чтобы выяснить возможности для трудоустройства. Во Львове он встретился с Марианом Смолуховским, в Вене — с Эрвином Шрёдингером, в Берлине — с Максом Планком, в Лейпциге — с другом детства Герглотцем, в Мюнхене — с Арнольдом Зоммерфельдом и Вильгельмом Рентгеном, в Цюрихе — с Петером Дебаем. Наконец, в Праге произошла его первая личная встреча с Альбертом Эйнштейном, с которым он переписывался с весны 1911 года и с которым сразу подружился. Эйнштейн, уже принявший к тому времени приглашение из Цюрихского политехникума, предложил новому другу стать своим преемником в Немецком университете Праги, однако для этого надо было формально принять ту или иную религию. Эренфест не мог пойти на это и, к удивлению и сожалению Эйнштейна, отказался от этой возможности. Других шансов получить место в каком-либо университете Австрии или Германии практически не было, а надежды устроиться вместе с Эйнштейном в Цюрихе тоже не оправдались. Поэтому Эренфест с энтузиазмом принял предложение Зоммерфельда пройти хабилитацию под его руководством, что давало бы право в дальнейшем рассчитывать на место приват-доцента в Мюнхенском университете. Однако вскоре всё изменилось.

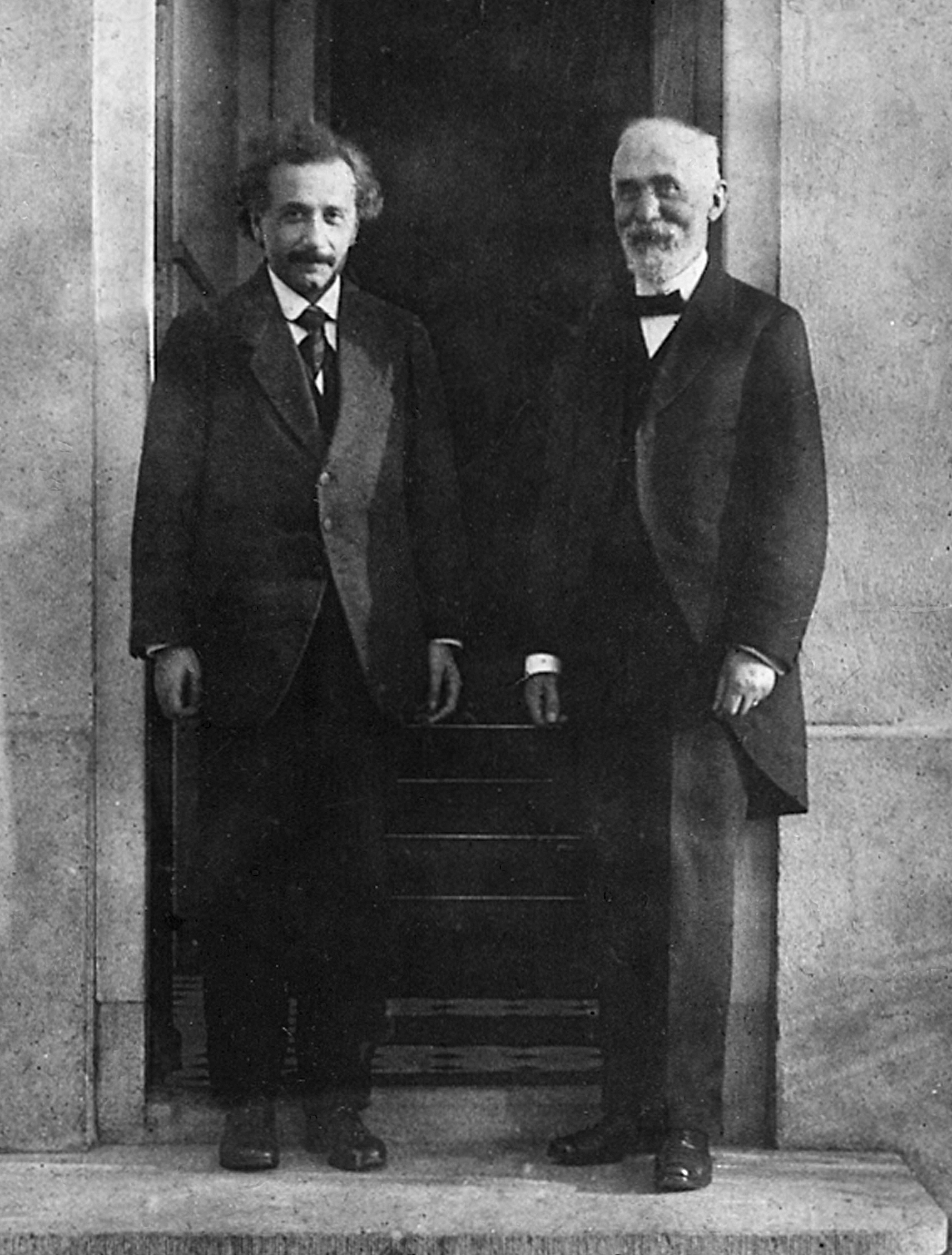
Эйнштейн и Лоренц у дверей дома Эренфеста (примерно 1920 год)

В конце апреля 1912 года Эренфест получил первое письмо от Хендрика Антона Лоренца, профессора Лейденского университета, с вопросами о планах и перспективах дальнейшей работы в России. Из следующего письма, датированного 13 мая 1912 года, Эренфест узнал, что Лоренц, высоко ценивший его работы за «основательность, ясность и остроумие», рассматривает молодого австрийца в качестве своего возможного преемника на кафедре теоретической физики, которую вскоре собирался оставить; свою роль, видимо, сыграли и рекомендации со стороны Эйнштейна и Зоммерфельда. Эренфест, надеявшийся в лучшем случае стать приват-доцентом в каком-нибудь университете, был удивлён и обрадован этим предложением. В ответном письме он откровенно описал положение, в котором оказался:

Для последних десяти лет моей жизни характерно ощущение какой-то невольной безродности. Я с давних пор убеждён, что, за исключением случаев необыкновенной одарённости, полный расцвет способностей возможен только тогда, когда люди, с которыми обычно приходится иметь дело, воспринимаются тобой не как чужие. В этом отношении в Вене я чувствовал и чувствую себя чужим более, чем где-либо. Гораздо более «дома» я чувствовал себя в кругу моих гёттингенских друзей, а также — позднее — в немецкой Швейцарии… Вместе с тем несомненно, что Россия могла бы стать моей родиной в самом глубоком значении этого слова, если бы я получил здесь постоянную преподавательскую работу где бы то ни было. Несмотря на моё недостаточное владение языком, я не ощущаю себя чужим в кругу здешних людей (исключая политических чиновников).
— Из переписки Эренфеста с Лоренцем // Эренфест П. Относительность. Кванты. Статистика. — М.: Наука, 1972. — С. 219.
Наконец, в сентябре 1912 года Эренфест получил официальное уведомление о своём назначении, а вслед за этим — поздравления от Лоренца и Эйнштейна. По пути в Лейден Эренфесты ненадолго заехали в Берлин, где завели дружбу с семьёй де Хаазов — известным физиком Вандером де Хаазом и его супругой Гертрудой, дочерью Лоренца. 4 декабря 1912 года состоялась официальная церемония вступления в должность профессора Лейденского университета. Эренфест прочёл вступительную лекцию, озаглавленную «Кризис в гипотезе о световом эфире» (нем. Zur Krise der Lichtäther-Hypothese), и призвал студентов видеть в нём «старшего товарища по учёбе, а не человека, который стоит на другой ступени на пути к познанию».

#### Педагогическая деятельность
Новый профессор быстро освоил голландский язык в достаточной мере, чтобы читать лекции студентам. В последующие годы он регулярно преподавал на старших курсах электродинамику (включая теорию относительности) и статистическую механику (включая вопросы квантовой теории), иногда это были специальные курсы по теоретической механике, физике коллоидов и другим темам. Особенностью подхода Эренфеста к преподаванию было акцентирование внимания на ключевых и принципиальных моментах, на тех или иных затруднениях и нерешённых проблемах. Известный физик Георг Уленбек так охарактеризовал метод своего учителя:

Знаменитую эренфестовскую ясность изложения не следует смешивать со строгостью. Действительно, он редко давал строгое формальное доказательство. Но он всегда умел дать всеобъемлющий обзор предмета изложения, ясно выделив завершённые вопросы и вопросы, остающиеся открытыми. Эренфест любил повторять: сначала разъяснить, а потом доказывать. И он всегда начинал с того, что набрасывал доказательство или делал какое-либо утверждение правдоподобным настолько, что слушатели могли осознать его «на пальцах». Он был всегда находчив и остроумен в изобретении простых моделей, которые помогали уяснению существенных черт аргументации… Эренфест никогда не давал и не придумывал задач; он просто в них не верил. Он считал, что имеют ценность лишь те задачи, которые естественно возникают перед самим студентом. Всё внимание было всегда сосредоточено на физических идеях и логической структуре теории. И я должен сказать, что хотя, быть может, нас не учили тому, как надо считать, мы твёрдо знали, в чём состоят настоящие проблемы физики.
— Юленбек Г. Е. Воспоминания о профессоре П. Эренфесте // УФН. — 1957. — Т. 62, вып. 3. — С. 368.

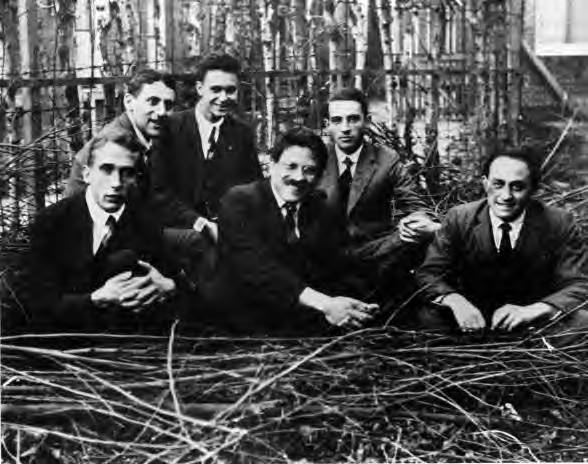
Эренфест с учениками (1924). Слева направо: Герхард Дике, Сэмюэл Гаудсмит, Ян Тинберген, Пауль Эренфест, Ральф Крониг и Энрико Ферми

Под большим впечатлением от педагогического таланта Эренфеста был и Арнольд Зоммерфельд, сам основатель крупной научной школы: «Мне трудно назвать другого человека, который говорил бы с таким блеском и умел бы так зачаровывать аудиторию. Полные смысла фразы, остроумные замечания, диалектический ход рассуждений — всё это имеется в его арсенале и составляет своеобразие его манеры… Он знает, как сделать наиболее трудные вещи конкретными и ясными».
Практически сразу после приезда в Лейден Эренфест организовал еженедельный семинар для обсуждения и проработки различных проблем теоретической физики. Кроме вышеупомянутого Уленбека, из этого семинара вышли такие известные исследователи, как Хендрик Крамерс, Ян Бюргерс, Сэмюэл Гаудсмит и другие; участие в нём оказало большое влияние на становление Энрико Ферми и Грегори Брейта. Отношение профессора к работе этого собрания было весьма серьёзным: студент, допущенный на семинар, обязан был ходить на каждое заседание; даже вёлся учёт посещаемости. Требовалось полностью посвятить себя научной работе. Так, Эренфест считал своим долгом «наставить на путь истинный» талантливого ученика, если посторонние интересы начинали слишком сильно отвлекать последнего от физики. Профессор требовал от выступающих на семинаре предельной ясности, не стеснялся задавать «глупые вопросы» и стремился к тому, чтобы излагаемое стало понятным любому присутствующему, включая докладчика. Излюбленный эренфестовский метод последовательного приближения к истине состоял в задавании вопросов. Этот подход использовался и на семинарах и конференциях, и при индивидуальной работе с учениками, и в собственных научных исследованиях (так, ряд его статей содержит вопрос в самом названии). Из-за такой любви к вопрошанию среди коллег распространилось мнение об Эренфесте как о «Сократе современной физики», а среди студентов закрепилось прозвище «дядюшка Сократ».
Индивидуальная работа с учениками проходила весьма напряжённо, и если поначалу молодой человек чувствовал смертельную усталость после каждого занятия, то, по свидетельству Уленбека, «год спустя вы уже работали на равных правах. И постепенно к студенту начинало закрадываться подозрение, что он знает предмет даже лучше Эренфеста. Этот момент и означал, что студент встал на свои собственные ноги и стал физиком». Эренфест стремился придать ученикам мужество и уверенность в своих силах, которые считал необходимыми для самостоятельной работы в науке. Примером реализации этого стремления служит история открытия спина электрона. Именно благодаря поддержке Эренфеста его ученики Гаудсмит и Уленбек опубликовали идею вращающегося электрона, несмотря на всю её сомнительность («Вы оба достаточно молоды, чтобы позволить себе сделать глупость», — характерная фраза профессора). Другой пример — Ферми, который после нескольких месяцев в Лейдене почувствовал уверенность в себе и оставил мысли об уходе из физики.

#### Отношения с коллегами

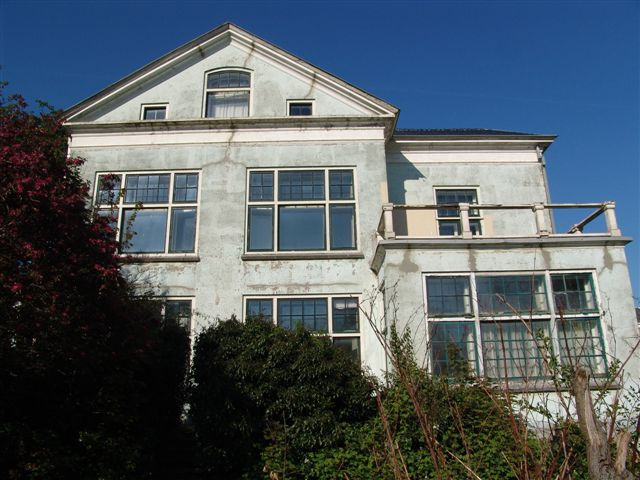
Дом Эренфестов в Лейдене (современный вид)

К 1914 году Эренфесты переселились в дом 57 по улице Белых Роз, спроектированный Татьяной Алексеевной (ныне дом Эренфестов считается памятником архитектуры). В последующие годы в этом гостеприимном доме останавливались многие известные учёные; у гостей даже возникла традиция расписываться на стене одной из комнат. На этой стене до сих пор можно найти автографы Эйнштейна, Бора, Планка, Гейзенберга, Паули, Борна, Шрёдингера и многих других. О том, с кем из коллег у Эренфеста сложились наиболее тесные отношения, можно судить по его собственному признанию в одном из писем Эйнштейну: «Наряду с моей женой, тобой и Бором он [Иоффе] принадлежит к числу моих ближайших друзей…» Дружба Эйнштейна и Эренфеста, начавшаяся с их первой личной встречи в январе 1912 года и оставившая обширную переписку, основывалась не только на общих научных интересах, но также на увлечении философскими и историческими вопросами физики, сходстве взглядов на политические и общечеловеческие проблемы, на любви к музыке: во время регулярных визитов Эйнштейна в Лейден они часто устраивали концерты для скрипки и фортепиано. Первая встреча Эренфеста с Нильсом Бором состоялась в 1919 году, вскоре их семьи связала крепкая дружба. Именно лейденский профессор, обладавший качествами «великого критика» и способностью глубоко проникать в существо физических проблем, привлёк внимание Эйнштейна к работам Бора и способствовал сближению двух великих учёных. Эренфест выступил в роли своеобразного «посредника» в знаменитой дискуссии Эйнштейна и Бора об основаниях квантовой механики, склоняясь к точке зрения второго из них. В письме, адресованном обоим своим друзьям, он писал: «Я не могу передать вам, как важно для меня послушать вас обоих спокойно беседующими друг с другом о нынешнем состоянии физики. Я уже признавался вам, что чувствую себя подобно бузинному шарику, колеблющемуся между обкладками конденсатора, когда перехожу от одного из вас к другому».
Эмоциональность, с которой Эренфест относился к науке и окружающим людям, имела и оборотную сторону: он был чувствителен и легко раним (по выражению Иоффе, «нервы у него были не под кожей, а на её поверхности»), часто он бывал резок в общении или в оценке того или иного человека или работы. Впрочем, этот критический настрой, столь ценившийся участниками обсуждений на многочисленных научных конференциях, распространялся и на самого критика. Здесь уместно привести обширную цитату из статьи Эйнштейна, посвящённой памяти друга:

Его величие заключалось в чрезвычайно хорошо развитой способности улавливать самое существо теоретического понятия и настолько освобождать теорию от её математического наряда, чтобы лежащая в её основе простая идея проявлялась со всей ясностью. Эта способность позволяла ему быть бесподобным учителем. По этой же причине его приглашали на научные конгрессы, ибо в обсуждения он всегда вносил изящество и чёткость. Он боролся против расплывчатости и многословия; при этом пользовался своей проницательностью и бывал откровенно неучтив. Некоторые его выражения могли быть истолкованы как высокомерные, но его трагедия состояла именно в почти болезненном неверии в себя. Он постоянно страдал от того, что у него способности критические опережали способности конструктивные. Критическое чувство обкрадывало, если так можно выразиться, любовь к творению собственного ума даже раньше, чем оно зарождалось.
— Эйнштейн А. Памяти Пауля Эренфеста // Собрание научных трудов. — М.: Наука, 1967. — Т. 4. — С. 191.

#### Связи с Россией

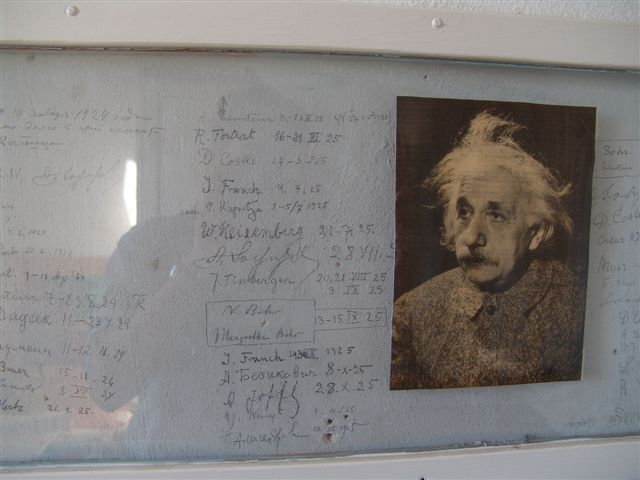
Стена с автографами в эренфестовском доме (современный вид)

После начала Первой мировой войны Эренфест поддерживал усилия Лоренца по сохранению связей и налаживанию взаимопонимания между учёными воюющих стран. Особенно близко к сердцу лейденский профессор принимал изоляцию русских физиков, которая из-за Гражданской войны и интервенции продлилась до 1920 года. В дальнейшем он принимал деятельное участие в налаживании контактов между советскими и европейскими учёными, организовал сбор научной литературы для петроградских физических институтов, гости из России (Чулановский, Иоффе, Крутков и другие) часто появлялись на его семинарах и у него дома. В августе — октябре 1924 года Эренфест побывал с визитом в Ленинграде, принял участие в работе Физико-технического института и IV Съезда русских физиков (в качестве заместителя председателя), посетил многие научные центры и лаборатории, выступал с лекциями. Его интересы не ограничивались наукой: в Москве он ознакомился с работой ВСНХ и побывал на спектаклях МХАТа. Из новых знакомств следует отметить встречу с Леонидом Мандельштамом, а также молодыми теоретиками Яковом Френкелем и Игорем Таммом (о последнем он впоследствии отзывался как о лучшем из возможных своих преемников в Лейдене).
Зимой 1929/30 года Эренфест вновь посетил Советский Союз: выступал на семинарах в Ленинграде и Москве, посетил Харьковский физико-технический институт, в котором к тому времени началось формирование крупной школы физики низких температур (большую роль в её становлении сыграли плодотворные связи с лейденской криогенной лабораторией, установившиеся в том числе благодаря усилиям Эренфеста). Последний раз Павел Сигизмундович приехал в СССР в декабре 1932 года и около месяца провёл в Харькове, где к тому времени начал работать молодой Лев Ландау. Эренфест подумывал о том, чтобы отказаться от постоянной позиции в Лейдене и заняться организационно-педагогической деятельностью в России, однако этим планам не было суждено сбыться.

#### Депрессия и самоубийство
Настоящим потрясением для Эренфеста стала смерть в начале 1928 года Лоренца, с которым он общался каждую неделю и регулярно переписывался по научным и личным поводам. На следующий день после похорон своего старшего друга Эренфест тяжело заболел и долго не мог оправиться. К концу 1920-х годов усилился разлад в его душе, он регулярно впадал в глубокую депрессию. Его угнетало чувство собственного несовершенства и неспособности угнаться за стремительным развитием физики, мучило ощущение несоответствия занимаемой должности (ведь он был преемником самого Лоренца). Уже примерно за год до смерти в письмах некоторым друзьям он заводил речь о желании покончить с собой. Он принимал близко к сердцу гонения против учёных-евреев, развернувшиеся в Германии после прихода к власти нацистов, и старался по мере своих сил устроить судьбу многочисленных эмигрантов. Кроме того, серьёзным ударом для него была болезнь младшего сына Василия, страдавшего синдромом Дауна; содержание ребёнка в специализированных медицинских учреждениях было тяжким бременем для небогатой профессорской семьи. Всё больше запутывалась и личная жизнь Эренфеста: в то время как его жена в течение длительных периодов времени оставалась в Советском Союзе, занимаясь преподавательской деятельностью, с 1931 года он поддерживал романтические отношения с незамужней женщиной — историком искусства Нелли Мейес (Nelly Posthumus Meyjes, 1888—1971), что в конце концов привело к началу бракоразводного процесса. Единственный выход из сложившейся ситуации он видел в самоубийстве. 25 сентября 1933 года Эренфест приехал в Амстердам, где в Институте для больных детей профессора Ватерлинка содержался 14-летний Василий, и застрелил сначала сына, а затем себя.
Год спустя, в сентябре 1934 года, преемником Эренфеста на кафедре теоретической физики в Лейдене был назначен Хендрик Крамерс, посвятивший вступительную речь своему учителю. Старший сын Эренфеста Пауль (Павлик) пошёл по стопам отца и тоже стал физиком, обучался в Лейденском университете и работал в парижской лаборатории Пьера Оже. В 1930-е годы Эренфест-младший написал несколько известных работ по физике космических лучей. В 1939 году, в 23-летнем возрасте, он трагически погиб в Альпах, где в одной из обсерваторий проводил измерения зависимости интенсивности космического излучения от высоты. Старшая дочь Татьяна ван Арденне-Эренфест стала известным математиком. Младшая дочь — Анна Галинка Эренфест (Anna Galinka Ehrenfest, 1910—1979) — стала художником, вместе со своим мужем Якобом Клоотом (1916—1943) — под общим псевдонимом «El Pintor» (маляр) иллюстратором серии популярных детских книг; в 1943 году, через два года после женитьбы, её муж был депортирован в концентрационный лагерь Собибор. Также в концлагере (Треблинка) погибла и мачеха Пауля Эренфеста — Жозефина Йеллинек (во втором браке Фридман, 1868—1942), младшая сестра его матери, на которой Зигмунд Эренфест женился за два года до смерти в 1894 году.

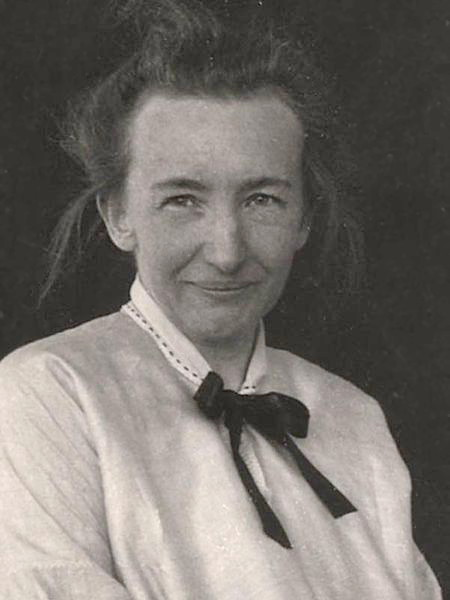
Жена Татьяна Афанасьева-Эренфест (1876—1964)
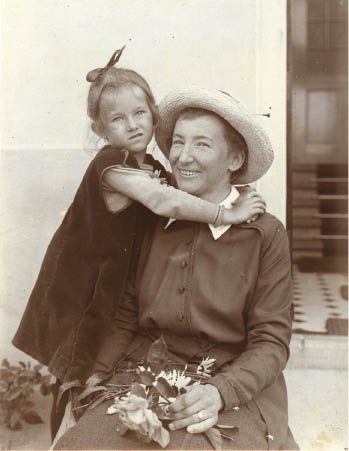
Дочь Галинка Эренфест (1910—1979) с матерью в 1916 г.
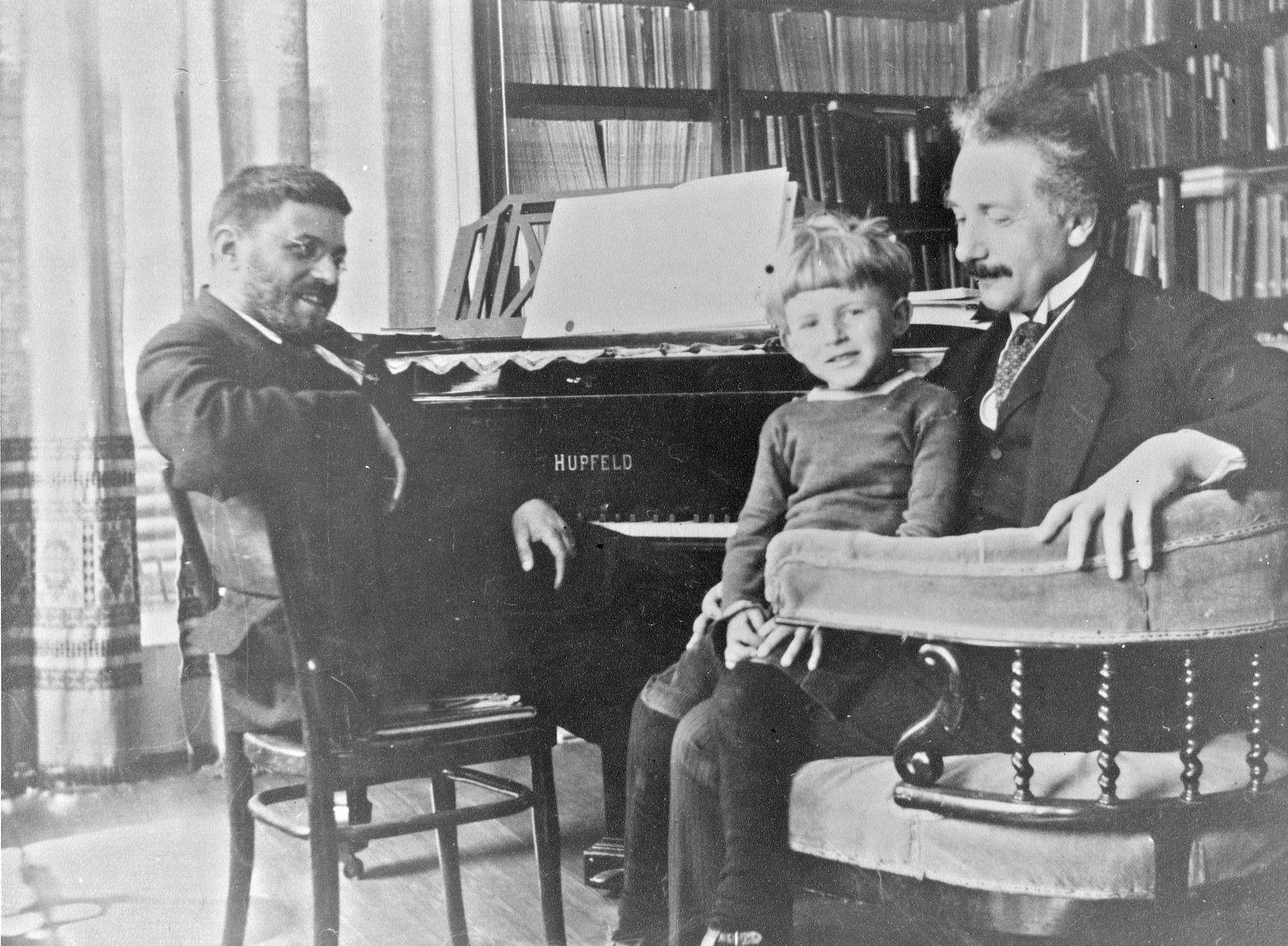
А. Эйнштейн (справа) в гостях у П. Эренфеста с сыном Эренфеста Павликом на руках, июнь 1920 г.
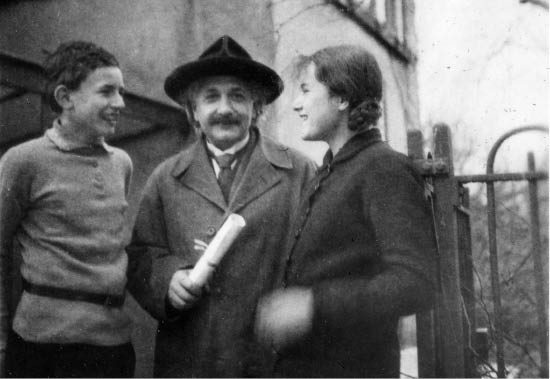
Павлик и Галинка с А. Эйнштейном, около 1930 г.
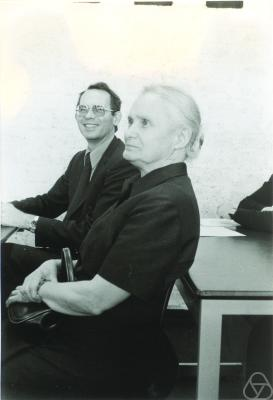
Дочь Татьяна ван Аарден-Эренфест (1904—1984) в 1977 г.
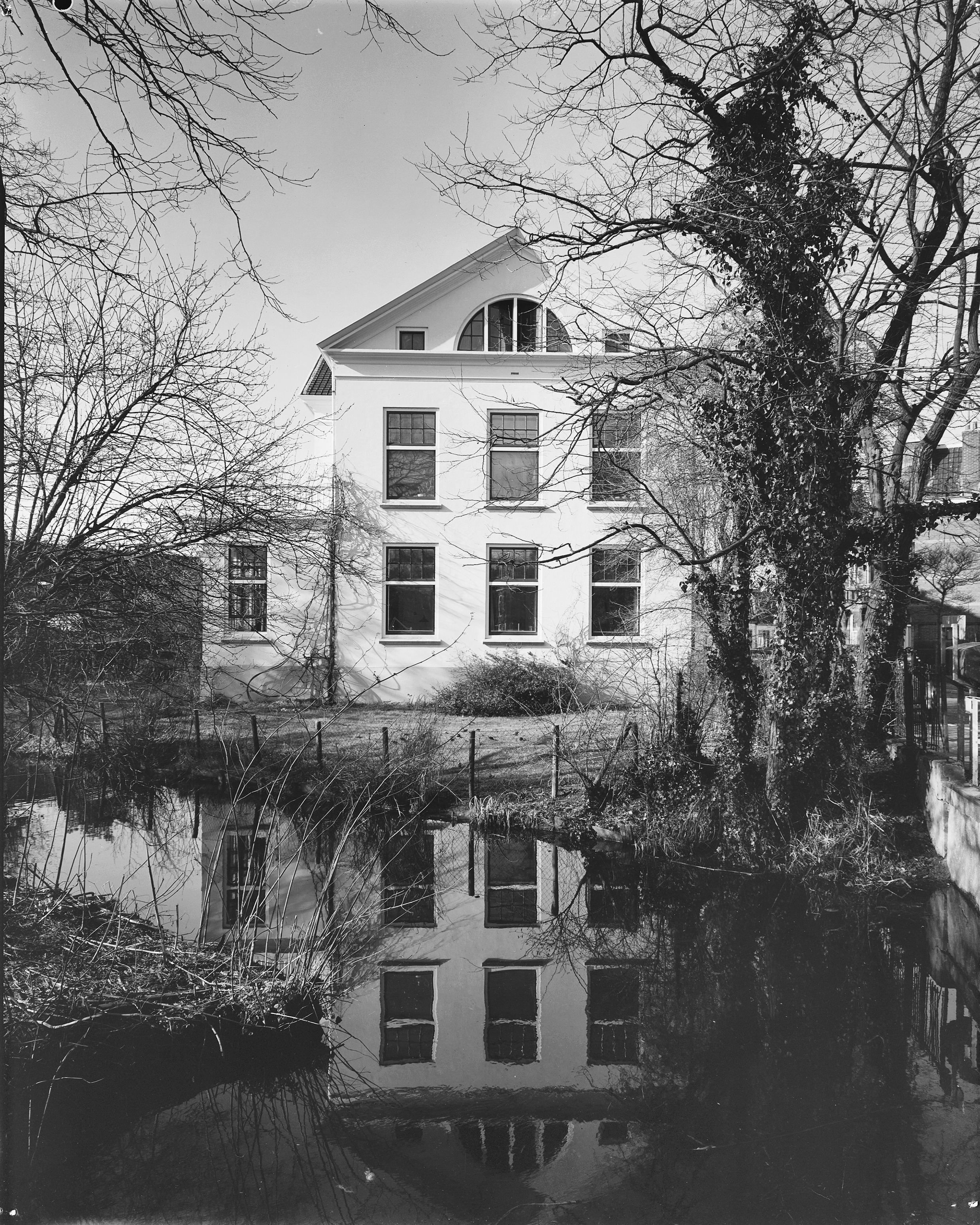
Дом Эренфестов в Лейдене, спроектированный Татьяной Афанасьевой
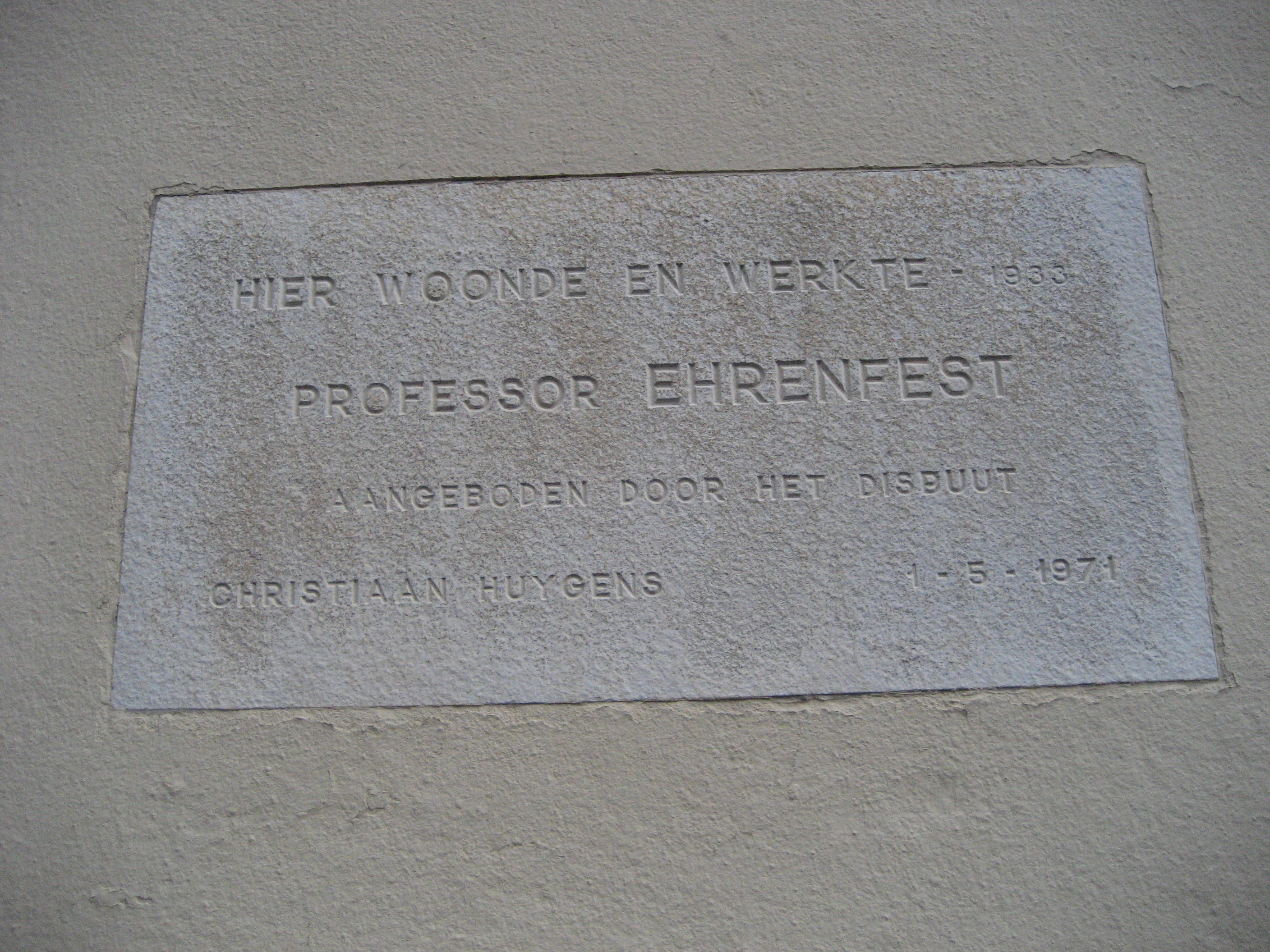
Мемориальная доска на доме Эренфестов (установлена в 1971 г.): Здесь жил и работал профессор Эренфест
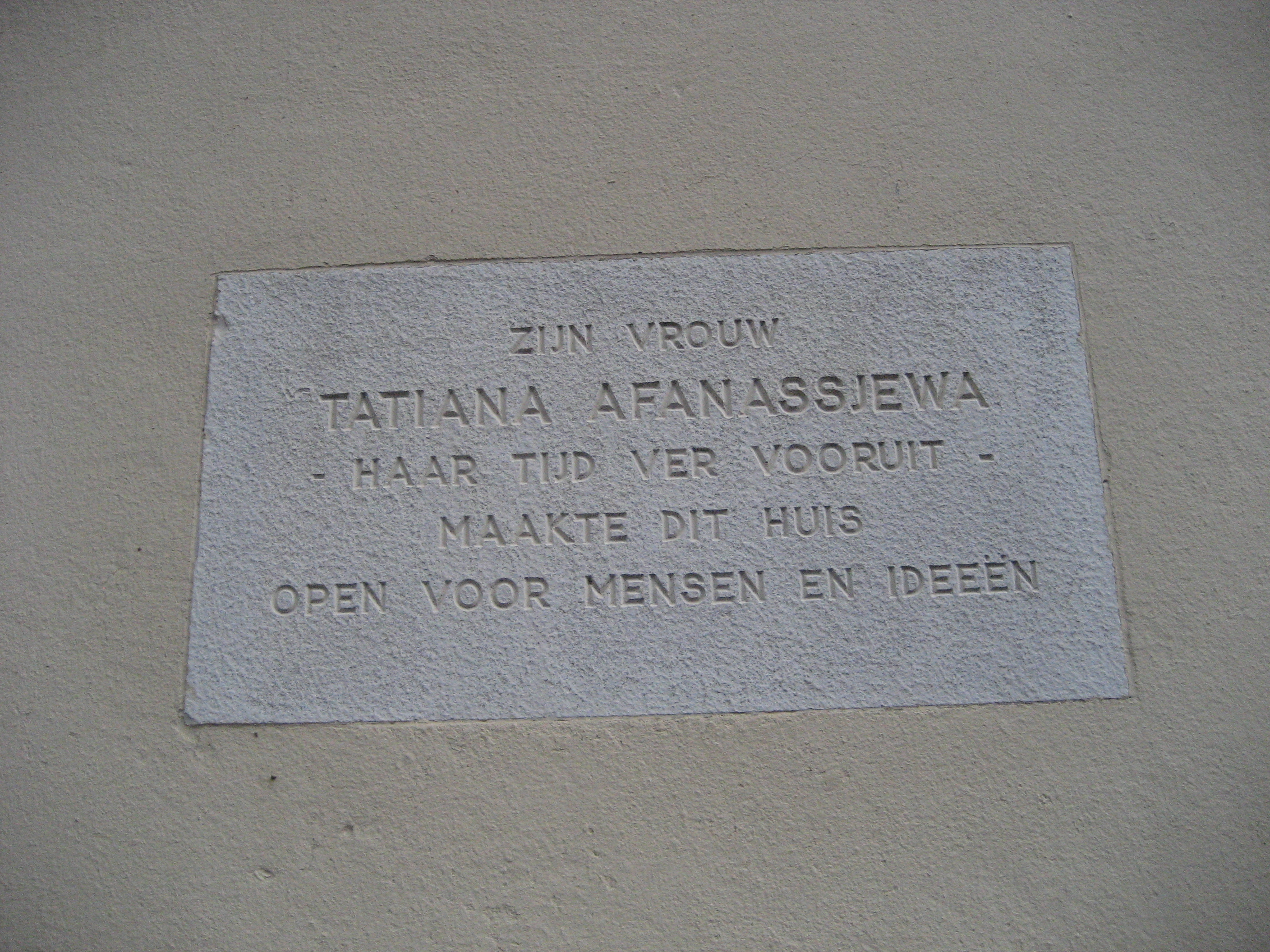
Мемориальная доска на доме Эренфестов: Его жена Татьяна Афанасьева, намного опередившая свое время, открыла этот дом людям и идеям

## Научное творчество

### Классическая статистическая механика и термодинамика
Первая работа Эренфеста, опубликованная в 1903 году, была посвящена вопросу о вычислении поправки на объём в уравнении состояния Ван-дер-Ваальса. Автору удалось вскрыть причины, по которым разные методы учёта конечности объёма молекул, развитые Больцманом и Лоренцем, приводят к одному и тому же результату. И в дальнейшем Эренфест неоднократно обращался к критическому разбору и прояснению результатов, полученных другими исследователями. Так, в 1906 году совместно со своей женой Татьяной Афанасьевой он провёл анализ трактовки возрастания энтропии, предложенной Дж. Уиллардом Гиббсом, а в статье, посвящённой памяти Больцмана, рассмотрел основные мотивы творчества этого учёного. В работе «О двух известных возражениях против H-теоремы Больцмана» (нем. Über zwei bekannte Einwände gegen das Boltzmannsche H-Theorem, 1907) Эренфесты детально обсудили трудности в понимании H-теоремы, отмеченные в работах Иоганна Лошмидта (парадокс обратимости) и Эрнста Цермело (парадокс возврата). Суть этих возражений состояла в том, что обратимые законы механического движения частиц не могут привести к необратимости тепловых процессов, в частности к убыванию H-функции (возрастанию энтропии) системы. Чтобы пояснить и обосновать позицию Больцмана по этим вопросам, супруги в своей статье предложили известную модель урн (англ. Ehrenfest model) и показали, каким образом чисто вероятностный процесс перемещения шаров между двумя урнами приводит к наблюдаемой (кажущейся) необратимости.
В 1912 году вышла энциклопедическая статья Эренфестов «Принципиальные основы статистического подхода в механике» (нем. Begriffliche Grundlagen der statistischen Auffassung in der Mechanik), в которой были рассмотрены основные понятия и методы статистической механики. Эта работа сыграла исключительную роль в становлении данной дисциплины и ныне по праву считается классической. В ней были вскрыты предпосылки и гипотезы, лежащие в основе статистической механики, вновь детально проанализированы H-теорема и связанная с ней дискуссия, рассмотрены многие другие вопросы. Большое значение имела критика эргодической гипотезы, сформулированной в виде следующего сильного утверждения: если энергия системы остаётся постоянной, то с течением времени изображающая систему точка в фазовом пространстве проходит через все точки поверхности постоянной энергии. Эренфесты первыми выдвинули аргументы против существования эргодических систем и предложили «квазиэргодическую гипотезу», согласно которой с течением времени фазовая траектория системы сколь угодно близко подходит к каждой точке поверхности постоянной энергии. Уже в 1913 году математики Артур Розенталь (англ. Arthur Rosenthal) и Мишель Планшерель (англ. Michel Plancherel) показали, что не может существовать ни одной эргодической системы в указанном выше смысле. Использование же квазиэргодической гипотезы в качестве фундамента статистической физики было строго обосновано в работах Джорджа Биркхофа, Норберта Винера, Александра Хинчина и других исследователей.
Кроме того, в энциклопедической статье был рассмотрен подход к статистической механике Гиббса, однако, находясь под сильным влиянием Больцмана, Эренфесты недооценили значение методов, развитых американским физиком. В 1909 году Эренфест исследовал вопрос о корректном применении принципа Ле Шателье — Брауна, в частности о получении верного знака ожидаемого эффекта (увеличение или уменьшение той или иной величины) и о том, как этот знак связан с выбором параметров системы. В 1929 году совместно с Арендом Рутгерсом (англ. Arend Joan Rutgers) он провёл исследование термоэлектрических явлений в кристаллах и, в частности, дал теоретическое объяснение открытому Перси Бриджменом внутреннему эффекту Пельтье.

Лямбда-переход в жидком гелии: поведение удельной теплоёмкости при низких температурах

К началу 1930-х годов Виллемом Кеезомом и его сотрудниками из лейденской криогенной лаборатории были накоплены данные, указывавшие, что при температуре около 2,2 К в жидком гелии происходит фазовый переход. При этом, в отличие от ранее наблюдавшихся фазовых переходов, в данном случае изменение состояния вещества не сопровождалось выделением или поглощением скрытой теплоты или видимым разделением фаз, получивших название «жидкий гелий I» и «жидкий гелий II». Наконец, в 1932 году была получена зависимость удельной теплоёмкости гелия от температуры с разрывом в районе 2,2 К. По предложению Эренфеста этот разрыв получил название «лямбда-точка», поскольку форма экспериментальной кривой напоминала по виду одноимённую греческую букву. Эти результаты стали непосредственным стимулом для Эренфеста, который в начале 1933 года представил первую классификацию фазовых переходов. Основой этой классификации стало поведение свободной энергии Гиббса {\displaystyle G}: если разрыв испытывает первая производная {\displaystyle G} (энтропия или объём), это будет фазовый переход первого рода; если первая производная непрерывна, а вторая (например, удельная теплоёмкость) имеет разрыв, то в точке разрыва будет наблюдаться фазовый переход второго рода. Аналогичным образом классифицируются фазовые переходы более высоких порядков. Далее Эренфест получил для перехода второго рода аналог уравнения Клапейрона — Клаузиуса, которое, как к тому времени установил Кеезом, справедливо для жидкого гелия. К середине 1930-х годов классификация, предложенная Эренфестом, считалась надёжно установленной, примерами систем с фазовыми переходами второго рода считались жидкий гелий и сверхпроводники. Однако с появлением новых данных стало ясно, что лямбда-переход не вписывается в оригинальную эренфестовскую схему (вторая производная в точке перехода становится бесконечной). Итогом стало возникновение в 1950—60-е годы расширенных и альтернативных классификаций фазовых переходов.

### Квантовая физика

#### Тепловое излучение
Первые работы Эренфеста, в которых затрагивались новые квантовые представления, были посвящены критическому анализу теории теплового излучения Макса Планка. Знакомство молодого австрийца с проблемой излучения чёрного тела произошло на лекциях Лоренца, которые он прослушал весной 1903 года во время краткого визита в Лейден. Вплотную он занимался этой темой с весны 1905 года. В ноябре того же года Эренфест представил в Венскую академию наук статью «О физических предпосылках планковской теории необратимых процессов излучения» (нем. Über die physikalische Vorausetzungen der Planck’schen Theorie der irreversiblen Strahlungsvorgänge), в которой показал, что условиям, лежащим в основе теории Планка, удовлетворяет бесконечное количество законов излучения. Чтобы доказать, что распределение энергии в спектре чёрного тела, полученное Планком, является единственно верным, необходимо ввести в теорию дополнительные условия. К началу 1906 года Эренфест установил источник неполноты теории Планка — отсутствие адекватного механизма установления равновесия, то есть механизма перераспределения энергии между компонентами излучения разной частоты. Справедливость этого вывода, который был опубликован в июне 1906 года в статье «К планковской теории излучения» (нем. Zur Planckschen Strahlungstheorie), была признана самим Планком. В той же работе Эренфест показал, что формулу Планка можно получить, даже если вовсе не обращаться к анализу взаимодействия элементов материи (гармонических осцилляторов) с электромагнитным полем, а ограничиться рассмотрением лишь самого поля и воспользоваться методом подсчёта его состояний, разработанным Рэлеем и Джинсом. Правильный результат получается в том случае, если представить энергию колебаний на каждой частоте {\displaystyle \nu } в виде целого числа квантов {\displaystyle h\nu } ({\displaystyle h} — постоянная Планка). Сам Эренфест, как и Дебай, пришедший к аналогичным результатам в 1910 году, считал источником этого условия не структуру самого излучения, а процесс его испускания, так что не было нужды пересматривать классическое описание распространения света в свободном пространстве. Вместе с тем, как показал Эренфест, квантовое условие является достаточным, но не необходимым для получения формулы Планка, поэтому вопрос о строгом обосновании квантовой гипотезы остался открытым.

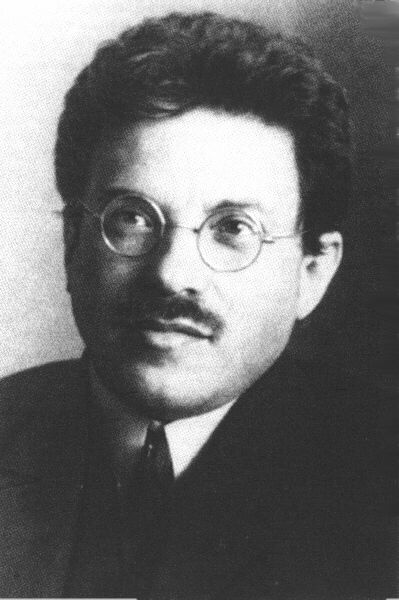
Пауль Эренфест

Эренфест вернулся к этой проблеме в 1911 году в работе «Какие черты гипотезы световых квантов играют существенную роль в теории теплового излучения?» (нем. Welche Züge der Lichtquantenhypothese spielen in der Theorie der Wärmestrahlung eine wesentliche Rolle?). В ней он подверг тщательному анализу условия, которым должна удовлетворять функция распределения энергии по нормальным модам (компонентам) теплового излучения в полости («весовая функция», по терминологии учёного): «красное требование» на больших длинах волн, где должен выполняться закон Рэлея — Джинса, и «фиолетовое требование» на малых длинах волн, позволяющее избежать «ультрафиолетовой катастрофы» (термин, впервые появившийся в данной работе Эренфеста). Применив методы статистической механики непосредственно к нормальным модам излучения, исследователь показал, каким образом можно получить закон смещения Вина. Существенным моментом при этом было взятое из механики положение о сохранении отношения {\displaystyle E/\nu } (энергии моды к её частоте) при бесконечно медленном (адиабатическом) изменении объёма полости (эти соображения были позже развиты в теории адиабатических инвариантов). Рассмотрев далее общий вид весовой функции, Эренфест пришёл к выводу, что для удовлетворения поставленных условий она должна обладать не только непрерывным, но и дискретным спектром. Таким образом, было дано первое строгое математическое доказательство необходимости введения элемента дискретности для объяснения явлений, охватываемых квантовой теорией. Работа Эренфеста, однако, осталась практически не замеченной, и эта заслуга обычно приписывалась Анри Пуанкаре, пришедшему в начале 1912 года к аналогичным выводам совершенно иным путём.
Один из важных вопросов, затронутых Эренфестом в его статье 1911 года, касался различия между квантовыми гипотезами Планка и Эйнштейна. Статистическая независимость квантов света, лежащая в основе последней гипотезы, приводит лишь к закону излучения Вина (именно из этого закона исходил Эйнштейн в своей знаменитой статье 1905 года). Чтобы получить закон Планка, необходимо ввести дополнительное условие, устраняющее эту независимость. Этот вопрос стал темой небольшой заметки «Упрощённый вывод формулы теории комбинаций, лежащей в основе теории излучения Планка» (англ. Simpliﬁed deduction of the formula from the theory of combinations which Planck uses as the basis of his radiation theory), написанной Эренфестом совместно с Хейке Камерлинг-Оннесом в 1914 году. В ней был явным образом сформулирован тезис о различии подходов Эйнштейна и Планка и дано простое доказательство выражения для числа состояний (то есть числа возможных распределений квантов энергии по резонаторам), использованного Планком при выводе его формулы. В этом выводе негласно предполагается, что обмен двух элементов энергии, принадлежащих разным резонаторам, не изменяет состояние системы, то есть элементы энергии неразличимы. Эта проблема была окончательно прояснена лишь после создания квантовой статистики, в которой важное место занимает принцип тождественности частиц.

#### Адиабатические инварианты в квантовой теории
Адиабатическая гипотеза Эренфеста, первые ростки которой появились ещё в статье 1911 года, сыграла важную роль в развитии квантовой теории, позволив обосновать использовавшиеся там правила квантования. Следующий шаг в этом направлении был сделан Эренфестом в июне 1913 года в «Заметке, касающейся удельной теплоёмкости двухатомных газов» (нем. Bemerkung betreffs der speziﬁschen Wärme zweiatomiger Gase). Годом ранее Арнольд Эйкен (англ. Arnold Eucken) опубликовал результаты своих измерений удельной теплоёмкости водорода, согласно которым при низких температурах водород ведёт себя как одноатомный газ. В начале 1913 года Эйнштейн и Штерн предложили теоретическое объяснение хода кривой удельной теплоёмкости, основанное на использовании введённой Планком концепции «нулевой энергии» (наличие у молекулы некоторой вращательной энергии при абсолютном нуле). Более того, они показали, что с помощью нулевой энергии можно получить формулу Планка, не прибегая к предположению о дискретности каких-либо величин. Поскольку это находилось в противоречии с основным выводом его статьи 1911 года, Эренфест в своей заметке выдвинул альтернативный подход к вычислению удельной теплоёмкости, не обращающийся к спорной концепции нулевой энергии. Его метод основывался на применении стандартной статистической механики к рассмотрению вращений двухатомных молекул (ротаторов) с дополнительным предположением о квантовании вращательной энергии в виде {\displaystyle \epsilon _{n}=nh\nu /2}. Последнее предположение означало, что частоты вращения могут принимать не любые, а лишь определённые дискретные значения, а угловой момент вращения может быть равен только целому числу квантов действия {\displaystyle h/2\pi }. Это правило квантования, введённое Эренфестом, было ближе к атомной модели Нильса Бора, появившейся чуть позже в том же году и также содержавшей ограничения на частоты, чем к исходной квантовой гипотезе Планка, в которой частота считалась постоянной характеристикой осциллятора. Вычисленная таким образом удельная теплоёмкость хорошо согласовалась с данными Эйкена при низких температурах, хотя при более высоких температурах теоретические кривые демонстрировали серьёзные отклонения от экспериментальных значений. Осенью 1913 года Эйнштейн признал неудовлетворительность аргументации в его совместной со Штерном статье.

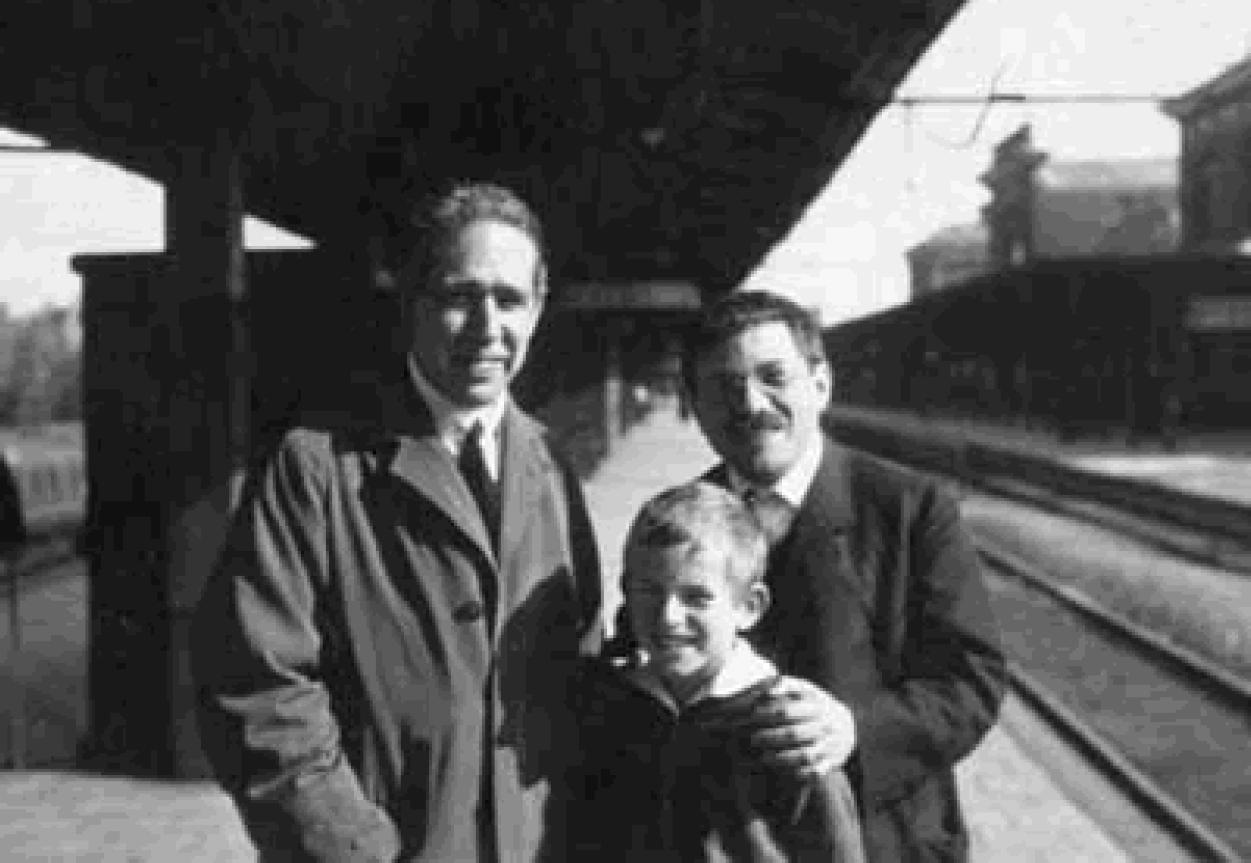
Нильс Бор и Пауль Эренфест с сыном Павликом на железнодорожной станции в Лейдене

В той же заметке Эренфеста впервые адиабатические преобразования были явным образом применены к квантовой проблематике, а именно для обоснования упомянутого выше квантования углового момента. Учёный рассмотрел электрический диполь (ротатор), находящийся во внешнем ориентирующем поле. Диполь колеблется вблизи направления поля, если последнее обладает достаточно большим значением; это аналог планковского осциллятора. Если теперь бесконечно медленно (адиабатически) уменьшать поле, можно перейти от колеблющегося к вращающемуся диполю с квантованными значениями углового момента. При этом если состояния колеблющегося диполя были равновероятны, то состояния вращающегося ротатора также будут равновероятны. Это свойство Эренфест далее использовал для статистических вычислений, необходимых для вывода формулы удельной теплоёмкости. Большое значение имеет вопрос о том, какая же величина сохраняется при адиабатическом преобразовании, то есть является адиабатическим инвариантом. Учёный пришёл к выводу, что такой величиной является отношение средней кинетической энергии {\displaystyle <T>} (а не полной энергии {\displaystyle E}) к частоте {\displaystyle \nu }. Этот подход, кратко затронутый в заметке, был подробно изложен в отдельной статье «Об одной механической теореме Больцмана и её отношении к теории квантов» (англ. A mechanical theorem of Boltzmann and its relation to the theory of energy quanta), опубликованной в конце 1913 года. Механическая теорема Больцмана устанавливает, что для строго периодических движений адиабатическим инвариантом является отношение {\displaystyle <T>/\nu }. Это свойство позволило Эренфесту на примере вращающегося диполя показать, каким образом можно обобщить правила квантования, полученные для одного вида движения (например, колебания планковского осциллятора), на другие виды движения (вращение ротатора).
В одной из работ Эйнштейна 1914 года впервые появилось словосочетание «адиабатическая гипотеза Эренфеста». Сам Эренфест дал формулировку адиабатической гипотезы и получил важнейшие следствия из неё в своей статье «Об адиабатических изменениях системы в связи с квантовой теорией» (англ. On adiabatic changes of a system in connection with the quantum theory), опубликованной в июне 1916 года. Для периодических и кратно-периодических систем разрешены такие состояния, которые могут быть получены из известных состояний путём обратимого адиабатического изменения параметров системы. Эта гипотеза открывает широкие возможности для расширения области применения квантовых идей на новые системы. Для корректного её использования необходимо определить адиабатические инварианты, то есть величины, сохраняющиеся при адиабатических преобразованиях; если инварианты принимают определённый набор значений (квантуются), то этот набор сохранится и после преобразования системы. Эренфест показал, что в случае периодической механической системы адиабатическим инвариантом является величина {\displaystyle 2<T>/\nu }, откуда можно установить связь между известными квантовыми гипотезами (например, гипотезой Планка для гармонического осциллятора и гипотезой Дебая для ангармонического осциллятора). В случае систем с несколькими степенями свободы необходимо определять несколько адиабатических инвариантов. В частности, получают обоснование правила квантования, введённые Арнольдом Зоммерфельдом для точечной частицы, вращающейся вокруг центра притяжения, поскольку в этом случае {\displaystyle 2<T>/\nu =\int \int dqdp=nh}. Рассмотрев далее так называемые сингулярные движения (с бесконечным периодом), Эренфест поставил вопрос о расширении концепции на непериодические движения.
В следующие два года развитием адиабатической гипотезы Эренфеста занимались его ученики Ян Бюргерс, Юрий Крутков и Хендрик Крамерс. Наиболее существенным был вклад Бюргерса, доказавшего инвариантность фазовых интегралов вида {\displaystyle \oint pdq} и переменных действия при адиабатических преобразованиях вырожденных и невырожденных периодических систем с произвольным количеством степеней свободы. В 1918 году Нильс Бор перенёс идеи Эренфеста на почву своей атомной модели, использовал их для нахождения новых стационарных состояний и их вероятностей (статистических весов) и сформулировал в этом контексте так называемый «принцип механической трансформируемости», с начала 1920-х годов известный под названием адиабатического принципа. После этого адиабатическая гипотеза Эренфеста получила широкую известность в научном мире, наряду с принципом соответствия она стала основным конструктивным методом в «старой квантовой теории», предшествовавшей созданию квантовой механики. Помимо всего прочего, адиабатический принцип позволил объединить два основных подхода к построению квантовой теории — статистико-механический (Планк, Эйнштейн, Эренфест) и атомно-спектральный (Бор, Зоммерфельд). Сам Эренфест переориентировал свои исследования в направлении, указанном Бором. После создания квантовой механики стало возможным сформулировать те же идеи на новом языке: в 1928 году Макс Борн и Владимир Фок дали доказательство адиабатической теоремы, говорящей о сохранении стационарного состояния системы во время адиабатического процесса.

#### Квантовая статистика
Здесь рассматриваются работы, в которых статистико-механические соображения применяются к квантовым проблемам, не связанным непосредственно с адиабатическими инвариантами или тепловым излучением.
В работе «К теореме Больцмана о связи энтропии с вероятностью» (нем. Zum Boltzmannschen Entropie-Wahrscheinlichkeits-Theorem, 1914) Эренфест подверг анализу вопрос о применимости в квантовой области принципа Больцмана, связывающего энтропию {\displaystyle S} с вероятностью состояния {\displaystyle W} (количеством способов реализации этого состояния). Другими словами, применимость соотношения {\displaystyle S=k\log W} не была гарантирована, учитывая те ограничения, которые накладывала гипотеза квантов на величину {\displaystyle W}. Доказательство Больцмана основывалось на предположении о равновероятности равных объёмов фазового пространства, однако Планк при выводе своего закона излучения уже не мог пользоваться этим свойством и был вынужден просто принять больцмановское соотношение за постулат. Эренфест получил общее условие, при котором принцип Больцмана остаётся справедливым, и показал, что все известные распределения (включая планковское) удовлетворяют этому условию. Два года спустя он связал это условие с адиабатической гипотезой и доказал, что соотношение Больцмана выполняется для ансамбля одномерных систем (осцилляторов), если их движения определяются в соответствии с квантованием адиабатического инварианта {\displaystyle 2<T>/\nu }. В 1918 году Адольф Смекаль (англ. Adolf Smekal) распространил этот вывод на системы с произвольным числом степеней свободы.
В 1920-е годы Эренфест принимал активное участие в становлении и прояснении смысла квантовых статистик Бозе — Эйнштейна и Ферми — Дирака. Так, в 1921 году в статье, написанной вместе с Виктором Тркалем (англ. Viktor Trkal), он перенёс больцмановский метод получения законов химического равновесия на квантовые системы. Важным аспектом этой работы было вычисление энтропии: авторы подвергли критике подход Планка, в котором неразличимость частиц использовалась для оправдания зависимости энтропии от их числа (множитель {\displaystyle N!}) и обеспечения её аддитивности (эту проблему иногда называют парадоксом Гиббса). Кроме того, они высказали сомнение в том, что абсолютное значение энтропии (а не только её изменение) имеет физический смысл. В 1924 году вместе с Ричардом Толменом Эренфест проанализировал случаи, когда применение обычных правил квантования приводит к неверным значениям статистического веса. Как выяснилось впоследствии, причина состояла в необходимости учёта тождественности частиц.

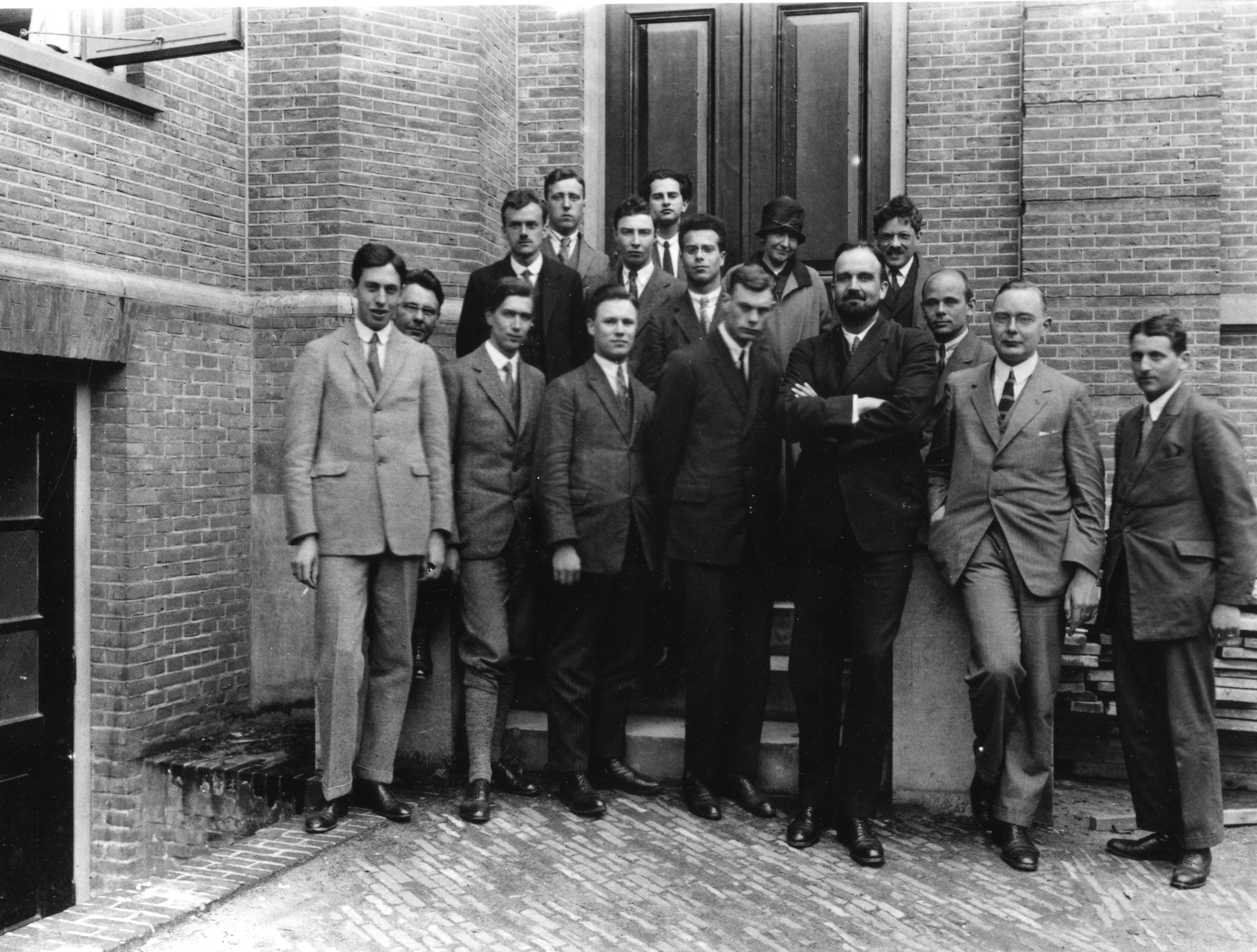
Эренфест с женой в окружении молодёжи. Кроме учеников Эренфеста (Уленбек, Крамерс, Гаудсмит), на фото можно увидеть Адриана Фоккера и Поля Дирака

После появления знаменитых работ Эрвина Шрёдингера по волновой механике лейденские физики одними из первых применили новую теорию к квантовым статистикам. В совместной работе, написанной в конце 1926 года, Эренфест и его ученик Георг Уленбек показали, что классическая статистика Больцмана соответствует общему решению уравнения Шрёдингера, в то время как квантовые статистики получаются при отборе только симметричных или антисимметричных решений. В другой статье они попытались разрешить так называемый парадокс смешивания Эйнштейна, состоящий в том, что характеристики идеального газа отличаются от характеристик смеси двух газов с бесконечно близкими свойствами. Авторы показали, что парадокс исчезает в случае антисимметричных волновых функций, то есть для частиц, подчиняющихся статистике Ферми — Дирака. Чтобы обосновать выбор в пользу этой статистики, Эренфест выдвинул идею о взаимной непроницаемости атомов и молекул (невозможности занимать одно место в пространстве) как причине выбора только антисимметричных функций. Вскоре, однако, он понял, что эта схема работает только для одномерных систем. Что касается статистики Бозе — Эйнштейна, трудность представляло странное явление конденсации; Эренфест и Уленбек безуспешно пытались доказать, что оно вовсе не следует из теории. Хотя все эти усилия, предпринимавшиеся лейденскими исследователями, не привели к каким-либо существенным результатам, они показывают, с какими трудностями сталкивались учёные того времени при попытке разобраться в свойствах квантовых статистик.
В 1931 году Эренфест совместно с Робертом Оппенгеймером опубликовал статью «Замечание о статистике ядер» (англ. Note on the statistics of nuclei), в которой было теоретически обосновано утверждение, получившее название теоремы (или правила) Эренфеста — Оппенгеймера. Суть его в следующем. Предположим, что атомное ядро состоит из фермионов двух типов. Тогда ядро подчиняется статистике Бозе — Эйнштейна (Ферми — Дирака), если в него входит чётное (нечётное) число частиц. Согласно принятой в то время модели, ядро состоит из электронов и протонов, однако в этом случае возникает противоречие с экспериментальными фактами: ядро азота является бозоном, тогда как по теории оно должно быть фермионом. Это показывало, что или электронно-протонная модель строения ядра неверна, или же обычная квантовая механика неприменима к ядрам.

#### Прочие работы по квантовой теории
В 1922 году в совместной работе Эренфест и Эйнштейн глубоко проанализировали результаты экспериментов Штерна — Герлаха, в которых было продемонстрировано так называемое пространственное квантование (расщепление атомного пучка) в магнитном поле. Два теоретика пришли к заключению, что с точки зрения тогдашних атомных моделей ни один возможный механизм пространственного квантования не является удовлетворительным. Эти принципиальные затруднения были разрешены только после введения представлений о спине. Кроме того, в статье Эренфеста и Эйнштейна отчасти предвосхищается та концептуальная трудность квантовой механики, которая известна под названием проблемы квантового измерения.
В начале 1920-х годов было показано, что ряд оптических явлений можно трактовать с квантово-корпускулярных позиций: рассеяние рентгеновских лучей (эффект Комптона), эффект Доплера и другие. В 1923 году Уильям Дуэн (англ. William Duane) дал корпускулярную интерпретацию дифракции света на решётке бесконечной длины и затем обобщил свой подход на случай отражения рентгеновского излучения от трёхмерного кристалла. В следующем году Эренфест совместно с Паулем Эпштейном применил метод Дуэна к решёткам конечной длины, ограничившись случаем дифракции Фраунгофера. В 1927 году они опубликовали работу, в которой предприняли попытку рассмотреть в аналогичном ключе дифракцию Френеля. Исследователи пришли к выводу, что в последнем случае чисто корпускулярный подход оказывается недостаточным: «Световому кванту необходимо приписать свойства фазы и когерентности, подобные свойствам волн в классической теории». Таким образом, при интерпретации оптических явлений неизбежно возникали противоречия между корпускулярной и волновой концепциями света.

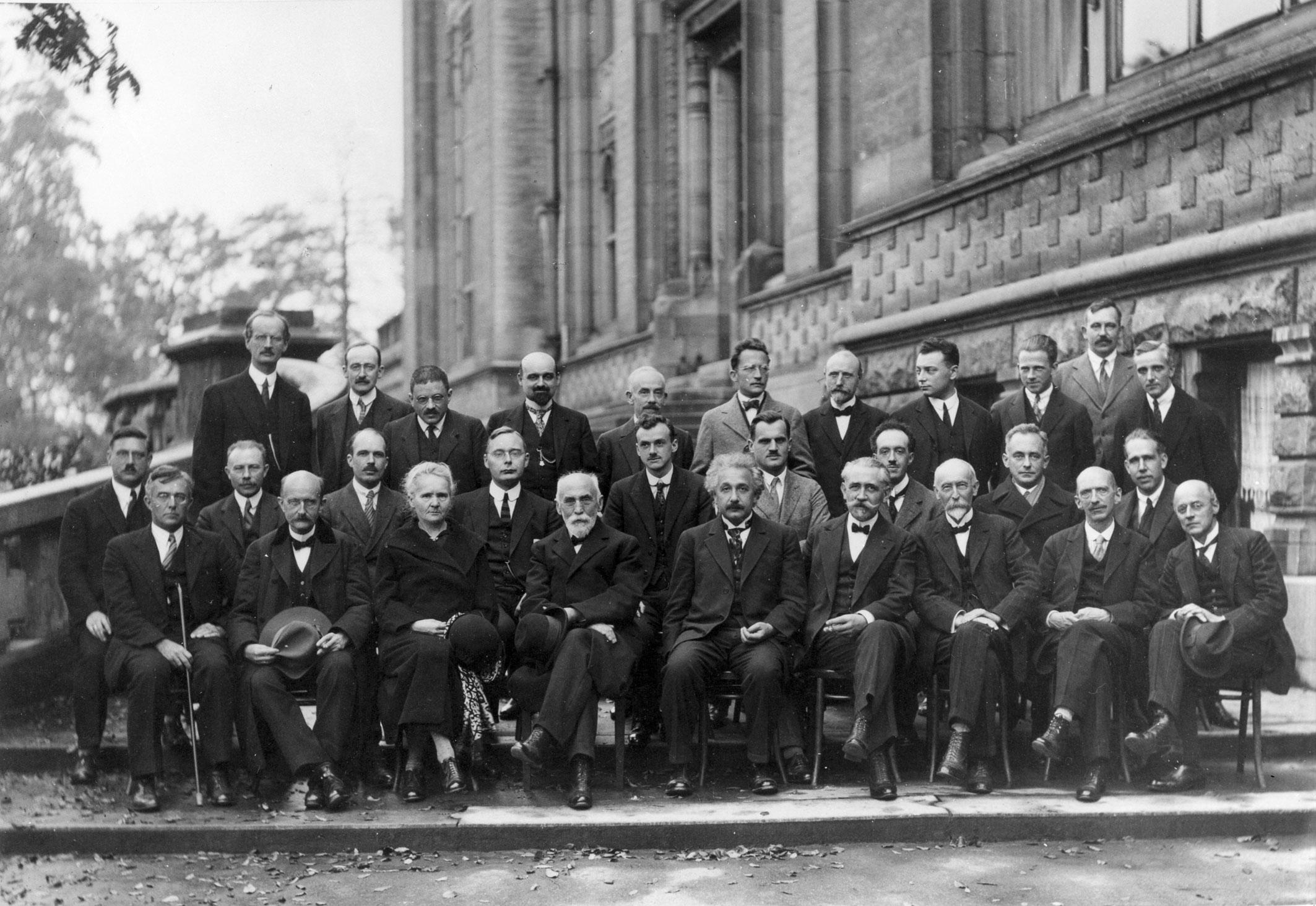
Эренфест (стоит третий слева) среди участников Сольвеевского конгресса 1927 года, на котором обсуждались проблемы квантовой механики

В 1927 году Эренфест опубликовал небольшую статью «Замечание о приближенной справедливости классической механики в рамках квантовой механики» (нем. Bemerkung über die angenäherte Gültigkeit der klassischen Mechanik innerhalb der Quantenmechanik), в которой указал на общую и прямую взаимосвязь между новой и старой механикой. С помощью простых выкладок он продемонстрировал, что второй закон Ньютона остаётся справедливым для усреднённых величин, полученных при рассмотрении квантовомеханического волнового пакета: среднее значение производной импульса по времени равно среднему значению отрицательного градиента потенциальной энергии. Это утверждение, вошедшее в учебники под названием теоремы Эренфеста, произвело большое впечатление на многих физиков, поскольку позволило приписать квантовой частице классическую траекторию, определяемую средними величинами (естественно, речь не шла о возможности в принципе свести квантовую механику к классической).
Одной из последних работ Эренфеста была небольшая статья «Некоторые неясные вопросы, касающиеся квантовой механики» (нем. Einige die Quantenmechanik betreffende Erkundigungsfragen, 1932). В ней он сформулировал несколько принципиальных проблем, которые беспокоили его и от которых, несмотря на все успехи квантовой механики, он не мог отмахнуться. Какова роль мнимой единицы, входящей в уравнение Шрёдингера и коммутационные соотношения Гейзенберга — Борна? Каковы пределы аналогии между электроном и фотоном? Эти «бессмысленные», по мнению большинства физиков, вопросы привлекли внимание некоторых глубоко мыслящих коллег, и уже в следующем году Вольфганг Паули дал свой ответ на них. Наконец, в той же статье Эренфест поставил вопрос об отсутствии доступного для физиков изложения спинорного исчисления, играющего значительную роль в квантовой механике. На этот призыв откликнулся Эйнштейн, посвятивший теме спиноров несколько совместных с Вальтером Майером (Walter Mayer) работ. Сам термин «спинор» был также введён Эренфестом, который ещё в 1929 году побудил Бартела ван дер Вардена заложить основы спинорного анализа по образцу тензорного анализа. Статья 1932 года является ярким примером того стимулирующего влияния, которое оказывала на коллег критика Эренфестом существующего положения в науке.

### Теория относительности
Начало научной карьеры Эренфеста пришлось на время активного обсуждения в физическом сообществе проблем электродинамики движущихся сред и становления специальной теории относительности. Уже в 1906 году молодой австрийский учёный опубликовал статью, посвящённую проблеме устойчивости движущегося электрона. Ограничившись моделью Бухерера (деформируемый электрон постоянного объёма), Эренфест показал, что для обеспечения его устойчивости необходимо предполагать действие на него дополнительных сил неэлектромагнитной природы. В следующем году он поставил вопрос о пригодности динамики материальной точки при рассмотрении деформируемого электрона. Можно ли объяснить равномерное и прямолинейное движение такого электрона в рамках теории относительности? Ответ на этот вопрос Эренфеста был дан в 1911 году Максом фон Лауэ, показавшим, что вращательный момент, действующий на деформированный электрон, не наблюдается по той же причине, что и в опыте Траутона — Нобла. В 1910 году Эренфест внёс вклад в многолетнюю дискуссию о том, что же измеряется в экспериментах по определению скорости света. Он показал, что при наблюдении звёздной аберрации приходится иметь дело с групповой скоростью света, а не с фазовой, как полагал лорд Рэлей. Последний согласился с этим выводом.

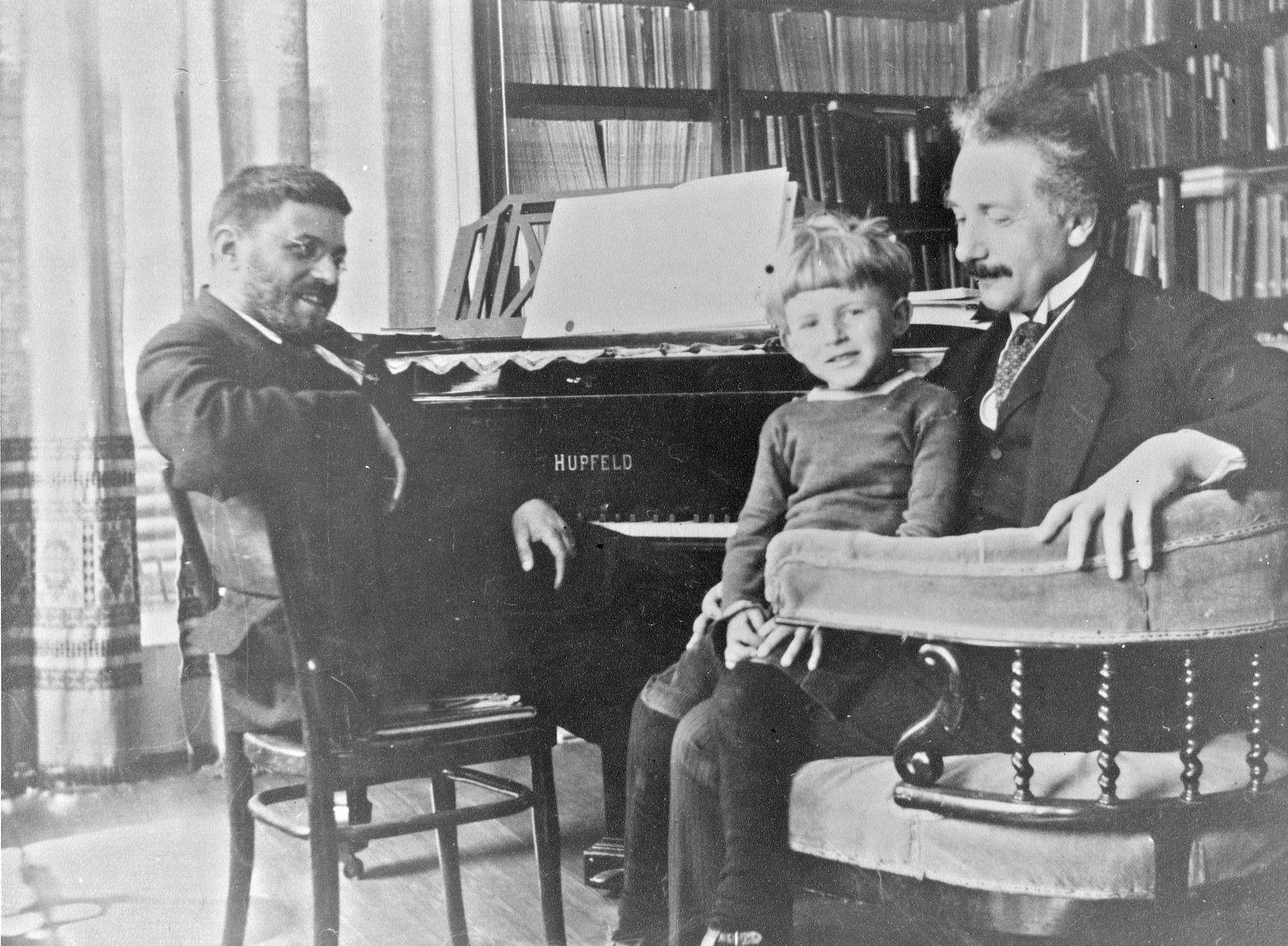
Эйнштейн дома у Эренфестов (1920). На коленях гостя — сын Эренфеста Павлик

В конце 1900-х — начале 1910-х годов Эренфест принял участие в другой дискуссии — о понятии твёрдого тела в теории относительности. В 1909 году Макс Борн дал определение абсолютно твёрдого тела как такого, любой элемент объёма которого остаётся недеформированным в сопутствующей системе отсчёта. Эренфест в заметке «Равномерное вращательное движение твёрдых тел и теория относительности» (нем. Gleichformige Rotation starrer Körper und Relativitäts theorie, 1909) показал, что борновское определение приводит к противоречию, получившему название парадокса Эренфеста. Суть его состоит в том, что при вращении цилиндра его радиус должен оставаться постоянным ({\displaystyle R'=R}), тогда как длина окружности должна уменьшаться ({\displaystyle 2\pi R'<2\pi R}). Этот мысленный эксперимент можно рассматривать в качестве доказательства невозможности существования абсолютно твёрдого тела в специальной теории относительности. Впоследствии Эренфест полемизировал с Владимиром Игнатовским по этому вопросу. Парадокс Эренфеста привлёк внимание Эйнштейна и, по-видимому, стал причиной начала переписки двух учёных. Более того, этот парадокс связывался Эйнштейном с идеей об отклонении метрики пространства от евклидовой при рассмотрении неинерциальных (ускоренных) систем отсчёта или, согласно принципу эквивалентности, при наличии гравитационного поля. В целом теорию относительности Эренфест воспринимал в то время, по свидетельству Эйнштейна, «хотя и несколько скептически, но отдавая ей должное со свойственной ему способностью критического суждения». Так, ещё в своей вступительной лекции в Лейдене (1912) он ставил вопрос о необходимости экспериментальной проверки того, какой из двух вариантов верен — теория относительности или баллистическая теория Ритца. Впоследствии Эренфест не обращался к этой теме, полностью перейдя на позиции релятивизма.
Что касается общей теории относительности, в начале 1930-х годов появились несколько работ. В статье (1930), написанной в соавторстве с Ричардом Толменом, показано, что в присутствии гравитационного поля температура не является постоянной величиной в каждой точке пространства даже в условиях термодинамического равновесия. В частности, в ньютоновском пределе должен возникать градиент температуры {\displaystyle \nabla T}, направленный вдоль ускорения свободного падения {\displaystyle {\vec {g}}}, так что: {\displaystyle \nabla T/T={\vec {g}}/c^{2}}, где {\displaystyle c} — скорость света в вакууме. Это явление получило в литературе название эффекта Толмена — Эренфеста (англ. Ehrenfest–Tolman effect). В другой работе (1931), написанной совместно с Толменом и Борисом Подольским, изучалось гравитационное взаимодействие световых пучков. В линейном приближении общей теории относительности авторы показали, что поведение пробного (слабого) пучка света зависит от того, распространяется ли он в том же или противоположном направлении, что и мощный пучок. В последующие годы этот результат обобщался и развивался другими исследователями.

### Размерность пространства
В 1917 году Эренфест опубликовал статью «Каким образом в фундаментальных законах физики проявляется то, что пространство имеет три измерения?» (англ. In what way does it become manifest in the fundamental laws of physics that space has three dimensions?). В ней он исследовал изменение поведения некоторых фундаментальных физических систем (планетарная система, боровский атом, распространение волн) при изменении размерности пространства. Он обнаружил, что случаи разной размерности отличаются в достаточной степени, чтобы на основе сравнения с опытом сделать обоснованное заключение о трёхмерности нашего мира. Таким образом, размерность пространства, ранее принимавшаяся априори равной трём, впервые была подвергнута физическому анализу и получила статус физического (эмпирического) понятия. Вместе с тем работа Эренфеста устанавливала пределы, в которых наша уверенность в трёхмерности пространства обоснована: эти пределы распространялись от масштабов атома до размеров Солнечной системы. Ниже и выше этих границ, при расширении области изучаемых явлений, требуется проводить отдельное исследование вопроса о размерности. Несмотря на пионерский характер, в течение многих лет эта работа Эренфеста оставалась незамеченной и лишь впоследствии получила заслуженное признание.
Интерес Эренфеста к проблеме размерности пространства, по-видимому, восходит ко времени обучения в Гёттингене, где преподавали крупные математики Феликс Клейн и Давид Гильберт; уже после переезда в Голландию он познакомился с амстердамским топологом Лёйтзеном Брауэром, развивавшим идеи Пуанкаре. Непосредственным стимулом для написания статьи, вероятно, стала встреча летом 1916 года с Гуннаром Нордстрёмом, который за два года до этого пытался построить единую теорию электромагнитного и гравитационного взаимодействий в плоском пятимерном пространстве-времени. Татьяна Афанасьева, супруга Эренфеста, тоже занималась геометрией и в 1922 году даже пыталась разрешить некоторые квантовые проблемы введением пятого измерения. По воспоминаниям Уленбека, на протяжении 1920-х годов его учитель сохранял сильный интерес к вопросу размерности, часто пытался обобщить тот или иной результат на большее число измерений и посмотреть, к чему это приведёт; интересовали его и различия между случаями чётной и нечётной размерности. В 1926 году Эренфест одним из первых поддержал работу Оскара Клейна, в которой развивалась пятимерная теория Калуцы и было показано, как можно добиться компактификации пятого измерения.

## Сочинения
- Ehrenfest P. Die Bewegung starrer Körper in Flüssigkeiten und die Mechanik von Hertz (Diss.). — Wien, 1904. — диссертация, оставшаяся неизданной
- Ehrenfest P. Theorie der Quanten en Atombouv. — Haag, 1923.
- Ehrenfest P. Golfmechanika. — Haag, 1932.
- Ehrenfest P. Collected scientific papers / ed. M. J. Klein. — Amsterdam: North-Holland Publishers, 1959.

- Ehrenfest P. Zur Planckschen Strahlungstheorie // Physikalische Zeitschrift. — 1906. — Bd. 7. — S. 528—532.
- Ehrenfest P., Ehrenfest T. Über zwei bekannte Einwände gegen das Boltzmannsche H-Theorem // Physikalische Zeitschrift. — 1907. — Bd. 8. — S. 311—314.
- Ehrenfest P. Gleichformige Rotation starrer Körper und Relativitäts theorie // Physikalische Zeitschrift. — 1909. — Bd. 10. — S. 918.
- Ehrenfest P. Welche Züge der Lichtquantenhypothese spielen in der Theorie der Wärmestrahlung eine wesentliche Rolle? // Annalen der Physik. — 1911. — Bd. 341 (36). — S. 91—118. — doi:10.1002/andp.19113411106.
- Ehrenfest P., Ehrenfest T. Begriffliche Grundlagen der statistischen Auffassung in der Mechanik // Encyklopädie der mathematischen Wissenschaften mit Einschluss ihrer Anwendungen. — Leipzig, 1912. — Bd. 4.
- Ehrenfest P. A mechanical theorem of Boltzmann and its relation to the theory of energy quanta // Proceedings of the Section of Sciences, Koninklijke Akademie van Wetenschappen te Amsterdam. — 1913. — Vol. 16. — P. 591—597.
- Ehrenfest P. Zum Boftzmannschen Entropie-Wahrscheinlichkeits-Theorem // Physikalische Zeitschrift. — 1914. — Bd. 15. — S. 657—663.
- Ehrenfest P. On adiabatic changes of a system in connection with the quantum theory // Proceedings of the Section of Sciences, Koninklijke Akademie van Wetenschappen te Amsterdam. — 1916. — Vol. 19. — P. 576—597.
- Ehrenfest P. In what way does it become manifest in the fundamental laws of physics that space has three dimensions? // Proceedings of the Section of Sciences, Koninklijke Akademie van Wetenschappen te Amsterdam. — 1917. — Vol. 20. — P. 200—209.
- Ehrenfest P. Bemerkung über die angenäherte Gültigkeit der klassischen Mechanik innerhalb der Quantenmechanik // Zeitschrift für Physik. — 1927. — Bd. 45. — S. 455—457. — doi:10.1007/BF01329203.
- Tolman R. C., Ehrenfest P. Temperature equilibrium in a static gravitational field // Physical Review. — 1930. — Vol. 36. — P. 1971—1978. — doi:10.1103/PhysRev.36.1791.
- Ehrenfest P., Oppenheimer J. R. Note on the statistics of nuclei // Physical Review. — 1931. — Vol. 37. — P. 333—338. — doi:10.1103/PhysRev.37.333.
- Ehrenfest P. Phasenunwandlungen im üblichen und erweiterten Sinn, klassifiziert nach den entsprechenden Singularitäten des thermodynamischen Potentiales // Proceedings of the Section of Sciences, Koninklijke Akademie van Wetenschappen te Amsterdam. — 1933. — Vol. 36. — P. 153—157.

- Эренфест П. Относительность. Кванты. Статистика. — М.: Наука, 1972.
- Эренфест П. К вопросу о трактовке Игнатовским борновского определения твёрдого тела // Эйнштейновский сборник 1975—1976. — М.: Наука, 1978. — С. 347—348.
- Эренфест П. Каким образом в фундаментальных законах физики проявляется то, что пространство имеет три измерения? // Горелик Г. Е. Размерность пространства: историко-методологический анализ. — М.: Изд-во МГУ, 1983. — С. 197—205.
- Эренфест П., Эренфест T. Принципиальные основы статистического подхода в механике // Работы по статистической механике. — М. — Ижевск: ИКИ, 2011. — С. 43—131.

## Комментарии
1. ↑  Фактически Эренфесты дали первую формулировку эргодической гипотезы в современном виде. Хотя они относят происхождение эргодической гипотезы к работам Максвелла и Больцмана, последний придавал термину «эргодический» существенно иной смысл[61].
2. ↑  Таким образом, адиабатический инвариант {\displaystyle E/\nu } стал ключом к объяснению того загадочного факта, что чисто классический закон смещения Вина по-прежнему выполняется и в квантовой области[75].
3. ↑  Пуанкаре в личном письме признал приоритет Эренфеста. Последний не ставил знак равенства между «элементом дискретности» и «квантованием энергии», а также не был склонен трактовать дискретность как признак некоторой «корпускулярности». Малое влияние статьи Эренфеста, вероятно, обусловлено сложностью его статистического подхода, а также отчасти его слабой известностью в научном мире на тот момент[78].
4. ↑  Первоначальной реакцией Эренфеста на появление в 1913 году знаменитых работ Бора было отторжение, однако со временем он смог по достоинству оценить значение результатов своего датского коллеги[90].
5. ↑  Аналогичное утверждение было доказано Юджином Вигнером ещё в 1928 году[99].